# أصول الفقه
أصول الفقه مركب من لفظين مفردين بإضافة لفظ: «أصول» إلى لفظ: «الفقه»، ومعنى الأصول باعتباره مفرداً هي: أدلة الفقه، وأصول الفقه بالمعنى الإضافي: «الأدلة الشرعية، التي يعتمد عليها علم الفقه، وتستمد منها أحكامه». و«أصول الفقه» بمعناه اللقبي، أي: المركب الإجمالي، بمعنى: العلم المسمى بـ: «أصول الفقه» هو: «العلم بالقواعد التي وضعت للوصول إلی استنباط الأحكام الشرعية من أدلتها التفصيلية». وبعبارة أخری: أصول الفقه هو علم يضع القواعد الأصولية لاستنباط الأحكام الشرعية من أدلّتها الصحيحة. أو هو:«علم يدرس أدلة الفقه الإجمالية، وما يتوصل به إلى الأدلة، وطرق استنباط الأحكام الشرعية من أدلتها، والاجتهاد والاستدلال». فهو: «منهج الاستدلال الفقهي»، وموضوعه: أدلة الفقه الإجمالية، وما يتوصل به إلى الأدلة. ويبحث في كيفية الاستنباط، وقواعده وشروطه.
أو هو: «علم يبحث في أدلة الفقه الإجمالية وكيفية الاستفادة منها، وحال المستفيد (المجتهد)»، ويبين كيفية استنباط الحكم من دليله، كاستنباطه من صراحة نص الآية القرآنية، أو الحديث النبوي، أو من مفهومهما، أو من القياس عليهما، أو بغير ذلك، وعلم أصول الفقه يبحث في الأدلة بصفتها الإجمالية، وخصائص كل نوع منها وكيفية ارتباط أنواعها ببعض، والقواعد والشروط التي تبين للفقيه المسلك الذي يجب عليه أن يلتزمه في استخراج الأحكام من أدلتها.
كانت أصول الفقه معرفة حاضرة في أذهان فقهاء الصحابة والتابعين في الصدر الأول، حيث لم يكونوا بحاجة لعلم قواعد الاستدلال التي أخذت معظمها عنهم؛ لأنهم أصحاب ملكة لسانية، وخبرتهم في معرفة نقل الشرع وقرب العصر، وبعد انتهاء فترة الصدر الأول وظهور عصر تدوين العلوم احتاج الفقهاء والمجتهدون إلى تحصيل قوانين الاستنباط وقواعده لاستفادة الأحكام من الأدلة فكتبوها فناً قائماً برأسه سموه أصول الفقه. قال ابن خلدون: «وكان أول من كتب فيه الشافعي رضي الله تعالى عنه، أملى فيه رسالته المشهورة تكلم فيها في الأوامر والنواهي والبيان والخبر والنسخ وحكم العلة المنصوصة من القياس، ثم كتب فقهاء الحنفية فيه وحققوا تلك القواعد وأوسعوا القول فيها وكتب المتكلمون أيضا كذلك». وفي مصادر أخرى فقد قيل إن أول من صنف في علم أصول الفقه وضبط القواعد: أبو يوسف، ومحمد تلميذا أبي حنيفة، وقيل: بل أبو يوسف وحده، وقيل: بل هو أبو حنيفة النعمان حيث كتب كتاباً أسماه كتاب الرأي، ولكن لم يصل من ذلك شيء، والذي اشتهر قديما وحديثا: أن الشافعي أول من دون في علم أصول الفقه، وكتب فيه بصورة مستقلة في كتابه المشهور: «الرسالة» -وهو كتاب متداول مطبوع- وقد صرح بذلك جمع كابن خلكان وابن خلدون.
وأدلة الفقه الإجمالية: الكتاب والسنة والإجماع والقياس، وهذه الأربعة الأدلة هي الأصول الأساسية المتفق عليها عند جمهور الفقهاء، وما عداها من الأدلة مختلف في تفاصيل الاستدلال بها، لا في إنكارها بالكلية، وتشمل: استصحاب الحال، والاستحسان والمصالح المرسلة، والعرف، وعمل أهل المدينة عند المالكية، وقول الصحابي.

## تعريف أصول الفقه
لفظ: «أصول الفقه» أي: اللفظ المركب الذي يتألف من جزأين مفردين يسمى عند علماء اللغة العربية: مركباً إضافياً، بمعنى: أنه مركب من إضافة كلمة: أصول إلى كلمة: الفقه، أي: الأصول المضافة إلى الفقه، فالأصول مضاف والفقه مضاف إليه. وهو باعتبار نسبته إلى الفقه بمعنى: فروع الفقه، تمييزاً لها عن أصول الدين المتعلقة بالعقيدة الإسلامية. والأصول المضافة للفقه بهذا اللفظ المركب تركيباً إضافياً تارة يقصد به الأصول المضافة إلى الفقه، وتارة يقصد به الفن أي: العلم المسمى بـأصول الفقه، فله معنيان عند علماء أصول الفقه أحدهما: أصول الفقه بالمعنى الإضافي، وثانيهما: أصول الفقه بالمعنى اللقبي. فأما أصول الفقه بالمعنى الإضافي أي: كلمة أصول مضافة إلى كلمة الفقه فهو: الأدلة الموصلة إلى العلم. وأما أصول الفقه بالمعنى اللقبي، أي: ما يلقب بـأصول الفقه هو: العلم المسمى بـعلم أصول الفقه. وأصول الفقه بمعنى العلم هو الذي يبحث في: الأدلة التي يبنى عليها الفقه، وما يتوصل بها إلى الأدلة على سبيل الإجمال، فهو يبحث في: الأدلة الموصلة إلى العلم، وما يتوصل به إلى الأدلة، وفي الاستدلال وصفات المجتهد. أما أصول الفقه بالمعنى الإضافي؛ فهو بمعنى أدلة الفقه. والفقه: بمعنى: معرفة الأحكام الشرعية التي طريقها الاجتهاد، والأحكام الشرعية فرض، ومندوب ومكروه وحرام ومباح وصحيح وباطل. والأصل في اللغة: مايبنى عليه غيره، حسيا كان البناء أو معنويا، وفي الاصطلاح بمعنى: الدليل وقد يكون لمعان أخرى منها: «الرجحان» أو «القاعدة» أو «الصورة المقيس عليها»، المقصود هو الأول.

### تعريف أصول الفقه بالمعنى الإضافي
أصول الفقه بالمعنى الإضافي: باعتباره مركباً إضافياً أي: لفظ «أصول الفقه»: مركب من جزأين مفردين أحدهما: «أصول» وثانيهما: «فقه»، والجزآن مفردان من الإفراد مقابل التركيب لا التثنية والجمع، والمؤلف يعرف بمعرفة ما ألف منه، وتتوقف معرفة اللفظ المركب على معرفة مفرداته من حيث التركيب لا من حيث كل وجه. فالأصل الذي هو مفرد الجزء الأول: ما يبنى عليه غيره، كأصل الجدار أي أساسه وأصل الشجرة أي: طرفها الثابت في الأرض. والفرع الذي هو مقابل الأصل ما يبنى على غيره كفروع الشجرة لأصلها وفروع الفقه لأصوله. وأصول الفقه بهذا المعنى الإضافي هي الأدلة الموصلة إلى فروع الفقه، فيقصد بها: أدلة الفقه، وقد ذكر ابن الحاجب في مختصره تعريف أصول الفقه بمعناه الإضافي فقال: «وأما حده مضافاً: فالأصول: الأدلة، والفقه: العلم بالأحكام الشرعية الفرعية عن أدلتها التفصيلية بالاستدلال».

### تعريف الأصل
الأصل: أسفل كل شيء وجمعه أصول لا يكسر على غير ذلك، وهو اليأصول. يقال: أصل مؤصل، وأصل الشيء: صار ذا أصل، قال أمية الهذلي:
والأصول: جمع أصل، وأصل الشيء: «ما منه الشيء»، أي: مادته كالوالد للولد، والشجرة للغصن. وقال الآمدي: «ما استند الشيء في تحقيقه إليه». وقال أبو الحسين: «ما يبنى عليه غيره»، وتبعه ابن الحاجب في باب القياس، ورد بأنه لا يقال: إن الولد يبنى على الوالد، بل يقال: فرعه. وقال أبو بكر الصيرفي في كتاب الدلائل والأعلام: «كل ما أثمر معرفة شيء ونبه عليه فهو أصل له»، فعلوم الحس أصل، لأنها تثمر معرفة حقائق الأشياء، وما عداه فرع له. قال الزركشي: وقال القفال الشاشي: الأصل: «ما تفرع عنه غيره، والفرع: ما تفرع عن غيره»، وهذا أسد الحدود، فعلى هذا لا يقال في الكتاب: إنه فرع أصله الحس؛ لأن الله تعالى تولاه وجعله أصلاً دل العقل عليه. قال: والكتاب والسنة أصل، لأن غيرهما يتفرع عنهما، وأما القياس فيجوز أن يكون أصلاً على معنى أن له فروقاً تنشأ عنه، ويتوصل إلى معرفتها من جهته، كالكتاب أصل لما ينبني عليه، وكالسنة أصل لما يعرف من جهتها، وهو فرع على معنى أنه إنما عرف بغيره وهو الكتاب أو غيره، وكذلك السنة والإجماع. قال: وقيل: إن القياس لا يقال له: أصل ولا فرع، لأنه فعل القائس، ولا توصف الأفعال بالأصل والفرع. وقال الأستاذ أبو منصور البغدادي: «الأصل ما عرف به حكم غيره، والفرع ما عرف بحكم غيره قياساً عليه».
وقال الزركشي: وقال الماوردي في الحاوي: «قيل: الأصل ما دل عليه غيره، والفرع ما دل على غيره»، فعلى هذا يجوز أن يقال في الكتاب: إنه فرع لعلم الحس؛ لأنه الدال على صحته. هذا الاعتراض يصلح أن يدخل به كثير من العبارات السالفة على اختلافها فليتأمل.
وقال ابن السمعاني في القواطع: قيل: الأصل ما انبنى عليه غيره، وقيل: ما يقع التوصل به إلى معرفة ما وراءه وهما مدخولان؛ لأن من أصول الشرع ما هو عقيم لا يقبل الفرع، ولا يقع به التوصل إلى ما وراءه بحال، كدية الجنين والقسامة وتحمل العاقلة، فهذه أصول ليست لها فروع، فالأولى أن يقال: الأصل كل ما ثبت دليلا في إيجاب حكم من الأحكام ليتناول ما جلب فرعا أو لم يجلب.

#### الأصل بالمعنى الاصطلاحي
الأصل بالمعنى الاصطلاحي كما ذكر الزركشي أنه: يطلق على أمور: أحدها: الصورة المقيس عليها على خلاف يذكر في باب القياس في تفسير الأصل، الثاني بمعنى: الرجحان، كقولهم: الأصل في الكلام الحقيقة، أي: الراجح عند السامع هو الحقيقة لا المجاز. الثالث: الدليل، كقولهم: أصل هذه المسألة من الكتاب والسنة أي: دليلها، ومنه أصول الفقه أي: أدلته. الرابع: القاعدة المستمرة، كقولهم: إباحة الميتة للمضطر على خلاف الأصل. ذكرها بدر الدين الزركشي على هذا النحو وقال: وهذه الأربعة ذكرها القرافي وفيه نظر؛ لأن الصورة المقيس عليها ليست معنى زائداً؛ لأن أصل القياس اختلف فيه هل هو محل الحكم أو دليله أو حكمه؟ وأياً ما كان فليس معنىً زائداً؛ لأنه إن كان أصل القياس دليله فهو المعنى السابق، وإن كان محله أو حكمه فهما يسميان أيضاً دليلاً مجازاً، فلم يخرج الأصل عن معنى الدليل. وبقي عليه أمور: أحدها: التعبد، كقولهم: إيجاب الطهارة بخروج الخارج على خلاف الأصل. يريدون أنه لا يهتدي إليه القياس. الثاني: الغالب في الشرع، ولا يمكن ذلك إلا باستقراء موارد الشرع. الثالث: استمرار الحكم السابق، كقولهم: الأصل بقاء ما كان على ما كان حتى يوجد المزيل له. الرابع: المخرج، كقول علماء الفرائض: أصل المسألة من كذا.

### تعريف أصول الفقه بالمعنى اللقبي
أصول الفقه بالمعنى اللقبي هو التعريف الثاني لأصول الفقه باعتباره علماً، ويقصد به العلم المسمى بـ«أصول الفقه»، من حيث إن العلماء أطلقوا هذا اللفظ على العلم المخصوص الذي لقبوه: بـ«أصول الفقه». قال ابن الحاجب: «أما حده لقباً؛ فالعلم بالقواعد التي يتوصل بها إلى استنباط الأحكام الشرعية الفرعية عن أدلتها التفصيلية». وما يتوصل به إلى الأدلة على سبيل الإجمال هو: الكلام على هذه الأدلة ووجهها وترتيبها والاستنباط والترجيح والتعارض وكيفيات الاستدلال وشروطه وصفات المجتهد. والأدلة الموصلة إلى العلم هي: القواعد الكلية التي أخذت من الكتاب والسنة والإجماع؛ لأنها هي العمدة في الاستدلال، وهي: طرق الفقه. والفن المسمى بـ«أصول الفقه» هو: «طرق الفقه الإجمالية وكيفية الاستدلال بها وصفة المستدل بها»، والمقصود بأصول الفقه: طرقه على سبيل الإجمال، وطرق الفقه على سبيل الإجمال مثل: مطلق الأمر من حيث إنه للوجوب، والنهي من حيث إنه للتحريم عند الإطلاق، والصحة تقتضي النفوذ، قال إمام الحرمين في متن الورقات عند تعريف أصول الفقه باعتباره علماً: «وأصول الفقه طرقه على سبيل الإجمال». وبين ذلك جلال الدين المَحَلِّيُّ في شرح الورقات بقوله: «كمطلق الأمر والنهي وفعل النبي ﷺ والإجماع والقياس والاستصحاب، من حيث البحث عن أولها بأنه للوجوب والثاني بأنه للحرمة والباقي بأنها حجج وغير ذلك». فيشتمل تعريف أصول الفقه بمعناه اللقبي على ثلاثة مكونات يتألف منها هي: «طرق الفقه وكيفية الاستدلال بها وصفات المستدل» وكيفية الاستدلال بطرق الفقه من حيث تفصيلها عند تعارضها لكونها ظنية من تقديم الخاص على العام والمقيد على المطلق وغير ذلك. وكيفية الاستدلال بها أو الاستفادة منها أي: معرفة كيفية استفادة الأحكام من أدلتها بدراسة أحكام الألفاظ ودلالاتها من عموم وخصوص وإطلاق وتقييد وناسخ ومنسوخ وغير ذلك. وكيفية الاستدلال بهذه الطرق تستلزم وجود من يقوم بالاستدلال وهو المجتهد، فإنه بإدراكه يستفيد من أدلة الفقه أحكامها والاستدلال بها، ومعرفة صفات من يستدل بها وهو المجتهد، وهذه الثلاثة هي الفن المسمى بأصول الفقه؛ لتوقف الفقه عليه. فالعلم المسمى بـ«أصول الفقه» هو: طرق الفقه الإجمالية، وكيفية الاستدلال بها، أو الاستفادة منها، ومعرفة حال المستفيد وهو المجتهد وسُمِّيَ مستفيداً؛ لأنه يستفيد أي: يستنبط بنفسه الأحكام من أدلتها لبلوغه مرتبة الاجتهاد، فمعرفة المجتهد وشروط الاجتهاد وحكمه ونحو ذلك. فيخرج بذلك الأدلة التفصيلية فلا تذكر في أصول الفقه إلا على سبيل التمثيل على القاعدة.
قال جلال الدين المحلي في شرح الورقات لإمام الحرمين: «بخلاف طرقه على سبيل التفصيل نحو: ﴿وَأَقِيمُوا الصَّلَاةَ﴾ [البقرة:43] ﴿وَلَا تَقْرَبُوا الزِّنَى﴾ [الإسراء:32] وصلاته ﷺ في الكعبة» كما أخرجه الشيخان». قال ابن حجر العسقلاني: «والصلاة في الكعبة ثابت في الصحيحين، لكن لم يثبت أن النبي ﷺ صلى فيها الفرض». وروى مسلم عن يحيى بن يحيى التميمي قال قرأت على مالك عن نافع «عن ابن عمر أن رسول الله ﷺ دخل الكعبة هو وأسامة وبلال وعثمان بن طلحة الحجبي فأغلقها عليه ثم مكث فيها، قال ابن عمر فسألت بلالاً حين خرج ما صنع رسول الله ﷺ؟ قال: جعل عمودين عن يساره وعموداً عن يمينه وثلاثة أعمدة وراءه وكان البيت يومئذ على ستة أعمدة، ثم صلى». وأيضا: كالإجماع على أن لبنت الابن السدس مع بنت الصلب حيث لا عاصب لهما. وقياس الأرز على البر في امتناع بيع بعضه ببعض، إلا مثلاً بمثل يداً بيد، كما رواه مسلم في صحيحه. وأيضاً مثل: استصحاب الطهارة لمن شك في بقائها، فكلها ليست من أصول الفقه وإن ذكر بعضها في كتبه تمثيلاً.

### تعريف الفقه

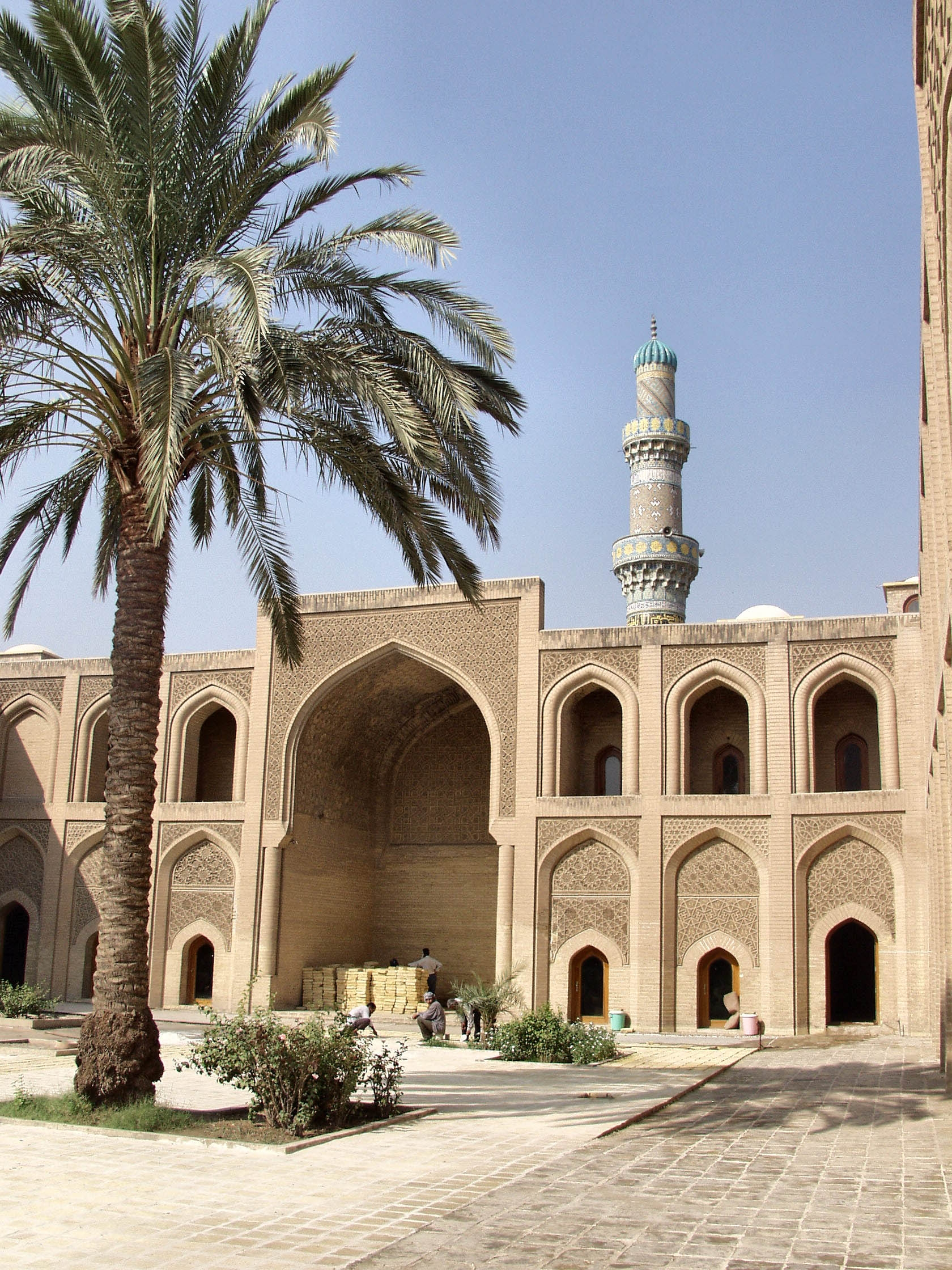
مبنى المدرسة المستنصرية التاريخي في بغداد

حيث إن «أصول الفقه» مركب من جزأين والجزء الثاني هو: «الفقه»، ومعناه في اللغة الفهم. وبالمعنى الشرعي هو: «معرفة الأحكام الشرعية التي طريقها الاجتهاد»، كالعلم بأن النية في الوضوء واجبة، وأن الوتر مندوب، وأن النية من الليل شرط في صوم رمضان، وأن الزكاة واجبة في مال الصبي، وغير واجبة في الحلي المباح، وأن القتل بمثقل يوجب القصاص، ونحو ذلك من مسائل الخلاف، بخلاف ما ليس طريقه الاجتهاد، كالعلم بأن الصلوات الخمس واجبة، وأن الزنى حرام، وغير ذلك من المسائل القطعية فلا يسمى فقهاً، فالمعرفة هنا العلم بمعنى الظن. والْفِقْهُ في اللغة: الْفَهْمُ للشيء والعلم به، وفهم الأحكام الدقيقة والمسائل الغامضة، وهو في الأصل مطلق الفهم، وغلب استعماله في العرف مخصوصاً بـعلم الشريعة؛ لشرفها على سائر العلوم، وتخصيص اسم الفقه بهذا الاصطلاح حادث، واسم الفقه يعم جميع الشريعة التي من جملتها ما يتوصل به إلى معرفة الله ووحدانيته وتقديسه وسائر صفاته، وإلى معرفة أنبيائه ورسله عليهم السلام، ومنها علم الأحوال والأخلاق والآداب والقيام بحق العبودية وغير ذلك. قال بدر الدين الزركشي: «وذكر الإمام الغزالي أن الناس تصرفوا في اسم الفقه فخصوه بعلم الفتاوى ودلائلها وعللها» واسم الفقه في العصر الأول كان يطلق على: «علم الآخرة ومعرفة دقائق آفات النفس ومفسدات الأعمال وقوة الإحاطة بحقارة الدنيا وشدة التطلع إلى نعيم الآخرة واستلاب الخوف على القلب». وعرفه أبو حنيفة بأنه: «معرفة النفس ما لها وما عليها» وعموم هذا التعريف كان ملائماً لعصر أبي حنيفة الذي لم يكن الفقه فيه قد استقل عن غيره من العلوم الشرعية. وعرف الشافعي الفقه بالتعريف المشهور بعده عند العلماء بأنه: «العلم بالأحكام الشرعية العملية المكتسب من أدلتها التفصيلية». وفي اصطلاح علماء أصول الفقه: «العلم بالأحكام الشرعية المكتسبة من أدلتها التفصيلية». ويسمى في اصطلاح المتأخرين علم الفقه ويطلق في العصور المتأخرة من التاريخ الإسلامي مخصوصاً بالفروع، وهو أحد أنواع العلوم الشرعية، وهو: العلم بالأحكام الشرعية العملية المستمدة من أدلتها التفصيلية. والفقيه العالم بالفقه، وعند علماء أصول الفقه هو المجتهد.

### المعنى اللغوي
الفِقْه بالمعنى اللغوي الْفَهْمُ، وأصله بالكسر والفعل فَقِهَ يَفْقَهُ بكسر القاف في الماضي وفتحها في المضارع، يقال: فَقِهَ الرجل أي: فهم، والمصدر الفِقْهُ، وفلان لا يَفْقَهُ وَلَا يَنْقَه، مادته: (فِ قْ هـ)، وهو في الأصل لمعنى: مطلق الْفَهْمُ، من فَقِهَ -بكسر الوسط- يقال: فَقِهَ الرجل فِقْهاً، وأَفْقَهْتُهُ الشيء، هذا أصله، ثم خص به علم الشريعة، والعالم به فَقِيهٌ، وقد فَقُهَ من باب ظَرُفَ أي: صار فقيهاً. وفَقَّهه الله تفقيهاً، وتفَقَّه إذا تعاطى ذلك، وفاقهه باحثه في العلم. قال ابن حجر: «يقال: فَقُهَ بالضم إذا صار الفقه له سجية، وفقه بالفتح إذا سبق غيره إلى الفهم، وفَقِهَ بالكسر إذا فهم». وكلمة «فِقْه» في اللغة مصدر ماضيه في الأصل فَقِهَ -بكسر القاف- بمعنى: فَهْمُ الشي والعلم به مطلقاً، أو مخصوصاً بفهم الأشياء الغامضة والمسائل الدقيقة، ثم نقل لفظ «فقه» من معناه اللغوي بغلبة الاستعمال في العرف إلى معنى العلم بالدين. قال ابن منظور: «وغلب على علم الدين لسيادته وشرفه وفضله على سائر أنواع العلم كما غلب النجم على الثريا والعود على المندل». قال ابن الأثير: «واشتقاقه من الشق والفتح، وقد جعله العرف خاصا بـعلم الشريعة، -شرفها الله تعالى-، وتخصيصا بـعلم الفروع منها». قال ابن منظور: «والفقه في الأصل الفهم، يقال: أوتي فلان فقها في الدين أي فهما فيه. قال الله عز وجل: ﴿لِيَتَفَقَّهُوا فِي الدِّينِ﴾ [التوبة:122] أي: ليكونوا علماء به، وفقهه الله، ودعا النبي ﷺ لابن عباس فقال: «اللهم علمه الدين وفقهه في التأويل» أي: فهمه تأويله ومعناه، فاستجاب الله دعاءه وكان من أعلم الناس في زمانه بكتاب الله تعالى». وقال ابن سيده: «وفقه عنه بالكسر: فهم، ويقال: فقه فلان عني ما بينت له يفقه فقها إذا فهمه». والفقه بمعنى: العلم بالشّيء، والفهم له، والفطنة فيه، وغلب على علم الدين لشرفه، وما ذكر في القرآن حكاية ما قاله قوم النبي شعيب، في قول الله تعالى: ﴿يَا شُعَيْبُ مَا نَفْقَهُ كَثِيرًا مِمَّا تَقُولُ﴾ [هود:91]؛ فهو بمعنى: عدم الفهم مطلقا. وقيل: هو عبارة عن كلّ معلوم تيقّنه العالم عن فكر.
وخصه حملة الشرع بضرب من العلوم، ونقل ابن السمعاني عن ابن فارس: أنه إدراك علم الشيء، وقال الجوهري وغيره: هو الفهم، وقال الراغب هو التوسل إلى علم غائب بعلم شاهد فهو أخص من العلم. وفسر الفهم بمعرفة الشيء بالقلب، والعلم به، يقال: فهمت الشيء عقلته وعرفته، وفهمت الشيء فهما علمته، فلا يقصد فهم المعنى من اللفظ، ولا فهم غرض المتكلم، وقال أبو إسحاق وصاحب اللباب من الحنفية: «فهم الأشياء الدقيقة، فلا يقال: فقهت أن السماء فوقنا». قال القرافي: وهذا أولى؛ ولهذا خصصوا اسم الفقه بالعلوم النظرية، فيشترط كونه في مظنة الخفاء، فلا يحسن أن يقال: فهمت أن الإثنين أكثر من الواحد، ومن ثم لم يسم العالم بما هو من ضروريات الأحكام الشرعية فقيها. والفقه اللغوي مكسور القاف في الماضي والاصطلاحي مضمومها فيه. يقال: فقه -بالكسر- فهو فاقه إذا فهم، وفقه -بالفتح- فهو فاقه أيضا إذا سبق غيره إلى الفهم، وفقه -بالضم- فهو فقيه إذا صار الفقه له سجية. ونقل الفقه إلى علم الفروع بغلبة الاستعمال كما أشار إليه ابن سيده بقوله: «غلب على علم الدين لسيادته وشرفه كالنجم على الثريا، والعود على المندل».

### بالمعنى الاصطلاحي
الفقه في اصطلاح علماء أصول الفقه هو: «العلم بالأحكام الشّرعيّة العمليّة المكتسب من أدلّتها التّفصيلة». وعرفه أبو إسحاق الشيرازي بأنه: «معرفة الأحكام الشرعية التي طريقها الاجتهاد»، أو هو: «علم كل حكم شرعي بالاجتهاد»، أو «العلم بالأحكام الشرعية العملية بالاستدلال»، أو من طريق أدلتها التفصيلية، وفق أصول فقهية سليمة، واستدلالات منهجية، يتوصل منها إلى معرفة الأحكام الشرعية، المكتسبة من الأدلة التفصيلية. ومعنى العلم بالأحكام الشرعية أي: «المستنبطة بطريق الاجتهاد»، أو «العلم بالأحكام الشرعية العملية المكتسبة من الأدلة التفصيلية». والفقه بالمعنى الاصطلاحي يطلق على العلم المسمى بـ (علم فروع الفقه). فالعلم بالذوات من أجسام وصفات وسواها ليس فقها؛ لأنه ليس علم أحكام. والعلم بالأحكام العقلية والحسية والوضعية كأحكام الحساب والنحو والصرف لا يسمى فقها؛ لأنه علم أحكام ليست بشرعية، وعلم أحكام أصول الدين وأصول الفقه ليس فقها، لأنها أحكام شرعية علمية وليست عملية، وعلم المقلد بالأحكام الشرعية العملية لا يسمى فقها؛ لأنه علم ليس عن استدلال، وما هو معلوم بالضرورة لا يسمى فقها؛ لأنه من غير استدلال. فهو: «العلم الحاصل بالاجتهاد»، والفقيه لا يطلق إلا على المجتهد. قال العمريطي في منظومته على الورقات لإمام الحرمين:
والفقه في اصطلاح الفقهاء هو: «استنباط الأحكام الشرعية من أدلتها»، أو هو كما حكاه البغوي في تعليقه نقلا عن القاضي حسين حيث قال: الفقه افتتاح علم الحوادث على الإنسان، أو افتتاح شعب أحكام الحوادث على الإنسان. وقال ابن سراقة: حده في الشرع: عبارة عن اعتقاد علم الفروع في الشرع، ولذلك لا يقال في صفاته سبحانه وتعالى: فقيه. قال: وحقيقة الفقه عندي: الاستنباط، قال الله تعالى: ﴿لَعَلِمَهُ الَّذِينَ يَسْتَنْبِطُونَهُ مِنْهُمْ﴾ [النساء:83]، واختيار ابن السمعاني في القواطع أنه استنباط حكم المشكل من الواضح، قال: «وقوله ﷺ: «رب حامل فقه غير فقيه» أي: غير مستنبط ومعناه: أنه يحمل الرواية من غير أن يكون له استدلال واستنباط فيها»، وقال في ديباجة كتابه: وما أشبه الفقيه إلا بغواص في بحر در كلما غاص في بحر فطنته استخرج درا، وغيره مستخرج آجرا. ويؤخذ من تعريفهم الفقه بأنه (استنباط الأحكام): أن المسائل المدونة في كتب الفقه ليست بفقه في اصطلاح الفقهاء، وأن حافظها ليس بفقيه، وبه صرح العبدري في باب الإجماع من شرح المستصفى، قال: وإنما هي نتائج الفقه، والعارف بها فروعي، وإنما الفقيه هو المجتهد الذي ينتج تلك الفروع عن أدلة صحيحة، فيتلقاها منه الفروعي تقليدا ويدونها ويحفظها، ونحوه قول ابن عبد السلام: هم نقلة فقه لا فقهاء. وفي اصطلاح علماء الفروع هو: «العلم بالأحكام الشرعية العملية الناشئة عن الاجتهاد». أو هو حفظ أو معرفة مجموعة من الأحكام الشرعية العملية الواردة بالكتاب والسنة وما استنبط منها، سواء كان مع أدلتها أو بغير الأدلة، أو هو: معرفة الأحكام الشرعية العملية التي نزل بها الوحى، قطعية كانت أو ظنية، وما استنبطه المجتهدون.
علم فروع الفقه هو: العلم بالأحكام الشرعية الفرعية المتعلقة بأفعال العباد في عباداتهم أو في معاملاتهم وعلاقتهم الأسرية وجناياتهم والعلاقات بين المسلمين بعضهم البعض، وبينهم وبين غيرهم، في السلم والحرب، وغير ذلك. والحكم على تلك الأفعال بأنها واجبة، أو محرمة، أو مندوبة، أو مكروهة، أو مباحة، وأنها صحيحية أو فاسدة، أو غير ذلك؛ بناء على الأدلة التفصيلية الواردة في الكتاب والسنة وسائر الأدلة المعتبرة.
الفرق بين الفقه وبين أصول الفقه عند علماء الأصول هو: أن أصول الفقه هي: الأدلة الإجمالية الموصلة للفقه، والفقه هو: العلم بالأحكام الشرعية العملية المستنبطة من الأدلة. وعلم فروع الفقه هو: أيضاً العلم بالدليل الشرعي التفصيلي، من الكتاب أو السنة أو غيرهما، لكل مسألة من المسائل. والفرق بين الفقه والعلم: أن الفقه بالمعنى الشرعي أخص من العلم لصدق العلم بالنحو وغيره، فكل فقه علم، وليس كل علم فقها.

### مقدمات

#### العلم والجهل
العلم معرفة المعلوم، أي إدراك ما من شأنه أن يعلم على ما هو به في الواقع، كإدراك الإنسان بأنه حيوان ناطق.
ومقابل العلم الجهل، وعرفه إمام الحرمين بأنه: تصور الشيء، أي: إدراكه على خلاف ما هو به في الواقع، كإدراك الفلاسفة أن العالم وهو ما سوى الله تعالى قديم. وعلى ما ذكره إمام الحرمين فعدم العلم لا يسمى جهلا.
وبعض علماء الأصول قسم الجهل إلى قسمين: بسيط ومركب، فالجهل البسيط عدم العلم بالشيء، كعدم علمنا بما تحت الأرضين، وبما في بطون البحار، والجهل المركب: إدراك الشيء على خلاف ما هو به في الواقع، وهو أسوء القسمين؛ لأن الجاهل المركب يجهل الحقيقة ويجهل في نفس الوقت أنه جاهل بها. وينقسم العلم إلى ضروري ومكتسب، فالعلم الضروري ما لم يقع عن نظر واستدلال، كالعلم الواقع بإحدى الحواس الخمس الظاهرة، وهي: السمع والبصر واللمس والشم والذوق، فإنه يحصل بمجرد الإحساس بها من غير نظر واستدلال. وأما العلم المكتسب؛ فهو الذي يفتقر في حصوله على النظر والاستدلال، كالعلم بأن العالم حادث، فإنه موقوف على النظر في العالم وما نشاهده فيه من التغير، فينتقل من تغيره إلى حدوثه.
والنظر هو الفكر في حال المنظور فيه ليؤدي إلى المطلوب.
والاستدلال طلب الدليل ليؤدي إلى المطلوب فمؤدى النظر والاستدلال واحد لكن جمع إمام الحرمين بينهما في الإثبات والنفي تأكيدا. والدليل هو المرشد إلى المطلوب؛ لأنه علامة عليه.
والظن: تجويز أمرين أحدهما أظهر من الآخر عند المجوز. والشك: تجويز أمرين لا مزية لأحدهما على الآخر عند المجوز، فالتردد في قيام زيد ونفيه على السواء شك، ومع رجحان الثبوت أو الانتفاء ظن.

#### أبواب أصول الفقه
علم أصول الفقه عبارة عن مجموع طرق الفقه وكيفية الاستدلال بها وكيفية حال المستدل بها، وأبواب أصول الفقه أو موضوعاته التي يتناولها البحث فيه تشمل: المقدمات وهي عبارة عن مبادئ وتعريفات وأوليات ومنها: تعريف أصول الفقه بمعناه الإضافي واللقبي، وتعريف الفقه في اللغة والاصطلاح، وتعريف الأصول، ومبادئ علم أصول الفقه ومنها: حده أي: تعريفه وموضوعه ومباحثه واسمه وحكمه وغير ذلك. والعلم والجهل والشك والظن والنظر والاستدلال. ثم اللغات إذ أن معرفة نصوص الأدلة الشرعية تحتاج إلى معرفة اللغة، وهي الألفاظ ودلالاتها والحقيقة والمجاز والعام وصيغ العموم، والخاص والتخصيص وأقسام المخصص، والمجمل والبيان والنص والظاهر والمؤل، والأمر والنهي والعموم والخصوص والمجمل والمبين، ومن أبواب أصول الفقه: أقسام الحكم الشرعي: الخطاب التكليفي وخطاب الوضع، والصحيح والباطل أو الفاسد والشروط والموانع والأسباب، والأفعال والناسخ والمنسوخ والنسخ ومسائله بين الكتاب والسنة ونسخ الآحاد بالآحاد وبالمتواتر، والتعارض، والإجماع وبيان حجيته، وحجية قول الصحابي، والأخبار والمسند والقياس والاستصحاب، والتراجيح والاستفتاء وشروط المفتي أو المجتهد وشروط المستفتي، والاجتهاد. والأمور التي اختلف المجتهدون في أنها هل هي طرق للأحكام الشرعية أم لا.
وفي متن الورقات لأبي المعالي الجويني:
أبواب أصول الفقه: أقسام الكلام والأمر والنهي والعام والخاص ويذكر فيه المطلق والمقيد والمجمل والمبين والظاهر، وفي بعض النسخ والمؤول، والأفعال والناسخ والمنسوخ والإجماع والأخبار والقياس والحظر والإباحة وترتيب الأدلة وصفة المفتي والمستفتي وأحكام المجتهدين. قال يحيى العمريطي في منظومته على الورقات لإمام الحرمين:

## موضوع علم أصول الفقه
موضوع علم أصول الفقه هو: الأدلة السمعية، أو أقسام الأدلة. والموضوع لأي علم: قد يكون واحدا كالعدد للحساب، وقد يكون كثيرا، وشرطه أن يكون بينهما تناسب، أي: مشاركة. وموضوع أصول الفقه قد اجتمع فيه الأمران، فإنه إما واحد، وهو الدليل السمعي من جهة إنه موصل للحكم الشرعي، وإما كثير، وهو أقسام الأدلة السمعية من هذه الجهة، لاشتراكها إما في جنسها، وهو الدليل، أو في غايتها، وهو العلم بالأحكام الشرعية. فموضوع علم أصول الفقه هو: أدلة الفقه الكلية، وأحوالها الموصلة إلى الأحكام، وصفات المجتهد. كما يبحث هذا العلم في أقسام هذه الأدلة وإقامة الحجة على مصدر للأحكام الشرعية كما يبحث في ترتيب هذه الأدلة، وجعلها على مراتب مختلفة، وفي كيفية استنباط الأحكام منها على وجه كلي، فالأصول لا ينظر في الأدلة التفصيلية، ولا فيما تدل عليه من الأحكام الجزئية، وإنما ينظر في الأدلة التي يتوصل بها إلى الأحكام، وهذه القواعد يطبقها الفقيه على الأدلة التفصيلية فيحصل بذلك على الأحكام الجزئية، والمراد بالدليل الكلي هو: النوع العام من الأدلة الذي تندرج تحته عدة جزئيات كالأمر مثلا فهو كلي تندرج تحته جميع الأوامر التي جاءت بها الشريعة الإسلامية على اختلاف أساليبها أو المراد بالحكم الكلي: النوع العام من الأحكام الذي تندرج تحته عدة جزئيات، كالإيجاب مثلا فهو يشمل إيجاب الصلاة والزكاة والصدق ووفاء العهد ونحو ذلك مما طلب الشارع الإتيان به على وجه الجزم والإلزام. ومسائله: كالأمر والنهي، والعام، والخاص، والإجماع، والقياس، وغيرها. ومسائل كل علم هي مطالبه الجزئية التي يطلب إثباتها فيه كمسائل العبادات، والمعاملات ونحوها للفقه.

## الحكم الشرعي
الحكم الشرعي هو: «خطاب الشرع المتعلق بالمكلف، اقتضاء أو تخييرا أو وضعا». والشرع: «ماشرعه الله على لسان نبيه من أحكام». فالحكم الشرعي هو: «ما اقتضى الشرع فعله أو تركه أو التخيير بين الفعل والترك، وما وضعه الشرع متعلقا بحكم شرعي». والحكم الشرعي إما أن يكون من قبيل الاقتصاء، أو التخيير، أو الوضع، فهو ثلاثة أقسام، لكن يدخل التخيير ضمن الاقتضاء فيكون له قسمان هما: (الاقتضاء والوضع)، فالاقتضاء هو: الحكم التكليفي، والوضع هو: الحكم الوضعي، والمقصود بالحكم الوضعي في أصول الفقه: ما وضعه الشرع متعلقا بحكم، مثل: وضع المواقيت المتعلقة بالعبادة.

### الأحكام التكليفية
الحكم التكليفي باعتبار دخول التخيير ضمن الاقتضاء، هو: ما اقتضى الشرع فعله، أو تركه، أو التخيير بين الفعل والترك ويسمى: «تكليفيا»؛ لتعلقه بالمكلف، وتمييزا له عما هو من قبيل الوضع. وللحكم التكليفي، خمسة أقسام أساسية، وتدخل فيها باقي الأقسام الفرعية، وتؤخذ هذه الأحكام الخمسة، من تعريف الحكم التكليفي، في كونه يقتضي إما؛ الفعل أو الترك أو التخيير، فهذه ثلاثة أقسام على جهة الإجمال، وتتضمن خمسة أحكام هي كما يلي:
- القسم الأول: اقتضاء الفعل وهو: ما اقتضى الشرع فعله، إما على وجه الإلزام أو بغير إلزام، فيدخل فيه نوعان أحدهما: ما اقتضى الشرع فعله على وجه الإلزام وهو الفرض، أو اللازم أو الحتمي أو الواجب كلها بمعنى واحد عند الجمهور خلافا للحنفية حيث فرقوا بين الواجب والفرض. وثانيهما: ما اقتضى الشرع فعله لا على وجه الإلزام وهو: المندوب.
- القسم الثاني: اقتضاء الترك وهو: ما اقتضى الشرع تركه إما على جهة الإلزام أو بغير إلزام، فيدخل فيه نوعان أحدهما: ما اقتضى الشرع تركه على وجه الإلزام وهو: الحرام، ويشمل أيضا: المكروه كراهة تحريم. وثانيهما: ما اقتضى الشرع تركه لا على وجه الإلزام وهو: المكروه كراهة تنزيه، ويشمل أيضا: خلاف الأولى.
- القسم الثالث: اقتضاء التخيير وهو: ما اقتضى الشرع التخيير بين فعله وبين تركه وهو: المباح، ومعنى التخيير: استواء الفعل والترك. وتدخل ضمن هذه الأحكام، أحكام أخرى، مثل؛ دخول (خلاف الأولى) ضمن المكروه.[52]

### خطاب الوضع
الحكم الشرعي الوضعي هو: الحكم الشرعي غير التكليفي. وهو: «ما استفيد بواسطة نصب الشارع علما معرفا لحكمه» ويشمل: السبب والمانع، والشرط، والعزيمة والرخصة، والصحة والبطلان، والقضاء، والأداء، والإعادة.
وهذا هو القسم الثاني من قسمي الأحكام الشرعية وهو: ما يرجع إلى خطاب الوضع وهو أنواع النوع الأول: في الأسباب، والنوع الثاني: في الشروط، والنوع الثالث: في الموانع، والنوع الرابع: في الصحة والبطلان، والنوع الخامس: في العزائم والرخص.
قال الشاطبي: القسم الثاني من قسمي الأحكام وهو يرجع إلى خطاب الوضع، وهو ينحصر في الأسباب والشروط والموانع، والصحة والبطلان، والعزائم والرخص، فهذه خمسة أنواع. قال الشاطبي: الأفعال الواقعة في الوجود المقتضية لأمور تشرع لأجلها أو توضع فتقتضيها على الجملة ضربان: أحدهما: خارج عن مقدور المكلف، والآخر: ما يصح دخوله تحت مقدوره، فالأول قد يكون سببا، ويكون شرطا، ويكون مانعا. فالسبب مثل: الاضطرار فإنه يكون سببا في إباحة الميتة، وخوف العنت فإنه يكون سببا في إباحة نكاح الإماء، وزوال الشمس أو غروبها أو طلوع الفجر فإنه يكون سببا في إيجاب تلك الصلوات في تلك الأوقات المحددة لها، ونحو ذلك من الأسباب التي هي مما هو خارج عن مقدور المكلف. والشرط: مثل كون الحول شرطا في إيجاب الزكاة، والبلوغ شرطا في التكليف مطلقاً، والقدرة على التسليم شرطا في صحة البيع، والرشد شرطا في دفع مال اليتيم إليه، وإرسال الرسل شرطا في الثواب والعقاب، وما كان نحو ذلك من الشروط التي هي مما ليس بمقدور المكلف. والمانع: مثل الحيض من حيث أنه يكون مانعا من الوطء حال الحيض، وكونه مانعا من الطواف بالبيت، ووكونه مانعا من وجوب الصلوات وأداء الصيام، وكون الجنون مانعا من القيام بالعبادات وإطلاق التصرفات، وما أشبه ذلك من الموانع مما ليس بمقدور المكلف، بمعنى: أن غروب الشمس أو حلول الحول مثلا: مما لا يدخل تحت مقدور المكلف.
وأما الضرب الثاني وهو ما يصح دخوله تحت مقدور المكلف: فله نظران الأول: من حيث هو مما يدخل تحت خطاب التكليف، -سواء كان مأمورا به أو منهيا عنه أو مأذونا فيه- من جهة اقتضائه للمصالح أو المفاسد جلبا أو دفعا، مثل البيع والشراء للانتفاع، قال الله تعالى: ﴿وَأَحَلَّ اللَّهُ الْبَيْعَ وَحَرَّمَ الرِّبَا﴾ [البقرة:275]، فاقتضاء جلب المصلحة من حيث أن الله أحل البيع من أجل انتفاع الناس، واقتضاء دفع المفسدة في تحريم الربا. وأيضا مثل النكاح للنسل، والانقياد للطاعة لحصول الفوز، وما أشبه ذلك.
والنظر الثاني: من جهة ما يدخل تحت خطاب الوضع إما سببا أو شرطا أو مانعا. أما السبب: فمثل كون النكاح سببا في حصول التوارث بين الزوجين وتحريم المصاهرة وحلية الاستمتاع، والذكاة سببا لحلية الانتفاع بالأكل، والسفر سببا في إباحة القصر والفطر، والقتل والجرح سببا للقصاص، والزنى وشرب الخمر والسرقة والقذف أسبابا لحصول تلك العقوبات، وغير ذلك فهذه الأمور وضعت أسبابا لشرعية تلك المسببات. وأما الشرط: فمثل كون النكاح شرطا في وقوع الطلاق أو في حل مراجعة المطلقة ثلاثا، وكون الإحصان شرطا في رجم الزاني، وكون الطهارة شرطا في صحة الصلاة، والنية شرطا في صحة العبادات ونحو ذلك، فهذه الأمور ليست بأسباب، ولكنها شروط معتبرة في صحة تلك المقتضيات.
وأما المانع فككون نكاح الأخت مانعا من نكاح الأخرى؛ لتحريم الجمع بين المرأة وأختها، وكون نكاح المرأة مانعا من نكاح عمتها وخالتها، وكون الإيمان مانعا من القصاص للكافر، والكفر مانعا من قبول الطاعات، وأشباه ذلك. ذكره الشاطبي وقال: وقد يجتمع في الأمر الواحد أن يكون سببا وشرطا ومانعا كالإيمان هو سبب في الثواب، وشرط في وجوب الطاعات أو في صحتها، ومانع من القصاص منه للكافر، وأمثلة ذلك كثيرة غير أن هذه الأمور الثلاثة لا تجتمع للشيء الواحد، فإذا وقع سببا لحكم شرعي فلا يكون شرطا فيه نفسه ولا مانعا له؛ لما في ذلك من التدافع، وإنما يكون سببا لحكم وشرطا لآخر ومانعا لآخر، ولا يصح اجتماعها على الحكم الواحد، ولا اجتماع اثنين منها من جهة واحدة، كما لا يصح ذلك في أحكام خطاب التكليف.

## تاريخ علم أصول الفقه

### التأسيس والتطور
كان الاستدلال الفقهي للأحكام الشرعية في بدايات التاريخ الإسلامي يبنى على أصول الفقه التي كانت حاضرة في أذهان فقهاء الصحابة وكانوا إذا استنبطوا أحكاماً شرعية لتطبيقها على وقائع جديدة؛ يصدرون استنباطهم عن أصول مستقرة في أنفسهم، علموها من نصوص الشريعة وروحها، ومما أخذوه وعايشوه، وربما صرح بعضهم في بعض المسائل بالأصل الذي استند إليه في استنباطه للحكم الفرعي، كقول علي رضي الله عنه في عقوبة شارب الخمر: «إذا شرب سكر، وإذا سكر هذى، وإذا هذى افترى، فحده حد المفترين». والمفتري هو القاذف الذي ورد في قول الله تعالى: ﴿وَالَّذِينَ يَرْمُونَ الْمُحْصَنَاتِ ثُمَّ لَمْ يَأْتُوا بِأَرْبَعَةِ شُهَدَاءَ فَاجْلِدُوهُمْ ثَمَانِينَ جَلْدَةً وَلَا تَقْبَلُوا لَهُمْ شَهَادَةً أَبَدًا وَأُولَئِكَ هُمُ الْفَاسِقُونَ ۝٤﴾ [النور:4]. فيكون علي قد قرر أن علة الافتراء هي السكر، فيحكم على السكران بحكم المفتري أو القاذف، وبذلك يكون قد قرر قاعدة أصولية.
وفي عهد التابعين ومن بعدهم كثرت الحاجة إلى الاستنباط، لكثرة الحوادث التي نشأت عن دخول بلاد شاسعة تحت الحكم الإسلامي. فتخصص في الفتيا كثير من فقهاء التابعين، فاحتاجوا إلى أن يسيروا في استنباطهم على قواعد محددة، ومناهج معروفة، وأصول واضحة، وكان لبعضهم كلام واضح في أثناء كلامهم في علم الفقه، غير أن علم أصول الفقه بمعناه العلمي الذي يقصد به الفن الموضوع بقوانين، لم يتميز عن غيره إلا في القرن الثاني الهجري تقريبا، وكان للإمام الشافعي الدور الأساسي في جمع مباحث الأصول في كتابه: «الرسالة»، إضافة إلى تجديد وإضافة القواعد الأساسية في علم الأصول حتى تم تعديله وشرحه وإضافة القواعد الأخرى على يد العلماء العاملين من مختلف المذاهب الإسلامية. قال ابن خلدون في تاريخه: «واعلم أن هذا الفن من الفنون المستحدثة في الملة»، حيث لم يكن موجودا بهذا المسمى في الصدر الأول من عصر السلف؛ لأنهم كانوا في غنية عنه بما أن استفادة المعاني من الألفاظ لا يحتاج فيها إلى أزيد مما عندهم من الملكة اللسانية، وأما القوانين التي يحتاج إليها المجتهد في استفادة الأحكام خصوصا؛ فمنهم أخذ معظمها، وأما الأسانيد فلم يكونوا يحتاجون إلى النظر فيها لقرب العصر وممارسة النقلة وخبرتهم بهم.
وبعد حقبة الصدر الأول من السلف وتحول العلوم كلها صناعة، بدء تطور العلوم الشرعية، من خلال تدوين المذاهب الفقهية، وكانت هناك طريقتان في الاستدلال: طريقة أصحاب الرأي في العراق، وكان أشهر أعلامهم أبو حنيفة النعمان ثم أصحابه من بعده، وطريقة أصحاب الحديث في الحجاز، وكان أشهر أئمتهم مالك بن أنس ثم الشافعي من بعده، وكانت المذاهب الفقهية تعمتد على أصول فقهية تبنى عليها، وكان أصحاب الرأي أكثر اهتماما بقواعد الاستدال العقلي، بينما كان أهل الحديث لكثرة اعتمادهم على النص كانوا أكثر تعرضا لذكر الدلائل من أهل الرأي. وكان اتجاه المذاهب الفقهية قبل الشافعي إلى جمع المسائل وترتيبها وردها إلى أدلتها التفصيلية عندما تكون دلائلها نصوصا.
فلما جاء الشافعي بمذهبه الجديد كان قد درس المذهبين ولاحظ ما فيهما من نقص بدا له أن يكمله وأخذ ينقض بعض التفريعات من ناحية خروجها عن متابعة نظام متحد في طريق الاستنباط. وذلك يشعر باتجاهه الجديد في الفقه الذي لم يقتصر على الفروع فقط، بل اتجه إلى الاهتمام بأصول الفقه، التي لم تكن مقصورة على مذهبه الفقهي، بل لتكون منهجا عاما للاستدلال. قال ابن خلدون: «احتاج الفقهاء والمجتهدون إلى تحصيل هذه القوانين والقواعد لاستفادة الأحكام من الأدلة فكتبوها فنا قائما برأسه سموه أصول الفقه. وكان أول من كتب فيه الشافعي رضي الله تعالى عنه أملى فيه رسالته المشهورة تكلم فيها في الأوامر والنواهي والبيان والخبر والنسخ وحكم العلة المنصوصة من القياس ثم كتب فقهاء الحنفية فيه وحققوا تلك القواعد وأوسعوا القول فيها وكتب المتكلمون أيضا كذلك». وقد كان الشافعي من المتصدرين في وضع القواعد اللغوية، وتأسيس قواعد مهمة في علم التفسير والحديث.

### أول من صنف في الأصول
قال بدر الدين الزركشي: «الشافعي رضي الله عنه أول من صنف في أصول الفقه صنف فيه كتاب الرسالة، وكتاب أحكام القرآن، واختلاف الحديث، وإبطال الاستحسان، وكتاب جماع العلم، وكتاب «القياس» الذي ذكر فيه تضليل المعتزلة ورجوعه عن قبول شهادتهم، ثم تبعه المصنفون في الأصول». وقال الإمام أحمد بن حنبل: «لم نكن نعرف الخصوص والعموم حتى ورد الشافعي». وقال الجويني في شرح الرسالة: «لم يسبق الشافعي أحد في تصانيف الأصول ومعرفتها». وقد حكي عن ابن عباس: تخصيص عموم، وعن بعضهم: القول بالمفهوم، ومن بعدهم لم يقل في الأصول شئ ولم يكن لهم فيه قدم، فإنا رأينا وكتب السلف من التابعين وتابعي التابعين وغيرهم لم ينقل عنهم فيها أنهم صنفوا فيه. قال بدر الدين الزركشي: «واعلم أن الشيخ أبا الحسن الأشعري كان يتبع الشافعي في الفروع والأصول وربما يخالفه في الأصول، كقوله بتصويب المجتهدين في الفروع، وليس ذلك مذهب الشافعي، وكقوله: «لا صيغة للعموم»». قال الشيخ أبو محمد الجويني: «ونقل مخالفته أصول الشافعي ونصوصه وربما ينسب المبتدعون إليه ما هو بريء منه كما نسبوا إليه أنه يقول: ليس في المصحف قرآن، ولا في القبور نبي، وكذلك الاستثناء في الإيمان ونفي قدرة الخالق في الأزل، وتكفير العوام، وإيجاب علم الدليل عليهم. وقد تصفحت ما تصحفت من كتبه، وتأملت نصوصه في هذه المسائل فوجدتها كلها خلاف ما نسب إليه». وقال ابن فورك في كتاب شرح كتاب المقالات للأشعري في مسألة تصويب المجتهدين: «اعلم أن شيخنا أبا الحسن الأشعري يذهب في الفقه ومسائل الفروع وأصول الفقه أيضا مذهب الشافعي ونص قوله في كتاب التفسير في باب إيجاب قراءة الفاتحة على المأموم: خلاف قول أبي حنيفة، والجهر بالبسملة: خلاف قول مالك، وفي إثبات آية البسملة في كل سورة آية منها قرآنا منزلا فيها، ولذلك قال في كتابه في أصول الفقه بموافقة أصوله».
من جهة أخرى فقد قيل إن أول من صنف في علم أصول الفقه وضبط القواعد هما: أبو يوسف، ومحمد تلميذا أبي حنيفة، وقيل: بل أبو يوسف وحده هو أول من صنف في علم أصول الفقه، إلا أنه لم يصل من ذلك شيء من الكتب في هذا المجال. وفي قول ثالث: إن أول من كتب في أصول الفقه هو أبو حنيفة النعمان حيث كتب كتاباً أسماه كتاب الرأي، ولكن لم يصل من ذلك شيء، والذي اشتهر قديما وحديثا: أن الشافعي أول من دون في علم أصول الفقه، وكتب فيه بصورة مستقلة في كتابه المشهور: الرسالة -وهو كتاب متداول مطبوع- وقد صرح بذلك جمع كابن خلكان وابن خلدون. قال الرازي: «اتفق الناس على: إن أول صنف في هذا العلم -أي: علم أصول الفقه- الشافعي، وهو الذي رتب أبوابه وميز بعض أقسامه من بعض وشرح مراتبها في القوة والضعف». وروى: أن عبد الرحمن بن مهدي التمس من الشافعي وهو شاب أن يضع له كتابا يذكر فيه شرائط الاستدلال بالقران والسنة، والإجماع والقياس، وبيان الناسخ والمنسوخ ومراتب العموم والخصوص فوضع الشافعي رضى الله عنه: «الرسالة» وبعثها إليه، فلما قرأها عبد الرحمن بن المهدي قال: ما أظن أن الله عز وجل خلق مثل هذا الرجل.
قال الرازي: «واعلم: أن نسبة الشافعي إلى علم الأصول كنسبة ارسططاليس إلى علم المنطق وكنسبة الخليل بن أحمد إلى علم العروض». بمعنى أنه أول من جمع كتابا شاملا حول هذا الموضوع بالذات، فالخليل بن أحمد هو أول من وضع علم العروض، وصاغ قواعده، وقد كان نظم الشعر قبله يعتمد على القريحة وبمجرد الطبع. وكذلك قبل الإمام الشافعي، وأضاف فخر الدين الرازي: كان الذين يتكلمون في مسائل أصول الفقه ويستدلون ويعترضون، ولكن ما كان لهم قانون كلي مرجوع إليه في معرفة دلائل الشريعة وفي كيفية معارضتها، وترجيحاتها، فاستنبط الشافعي علم (أصول الفقه) ووضع للخلق قانونا كليا يرجع إليه في معرفة أدلة الشرع. ويقول الرازي: «واعلم إن الشافعي صنف كتاب: الرسالة ببغداد ولما رجع إلى مصر أعاد تصنيف كتاب: الرسالة وفي كل واحد منهما علم كثير». وفي كتب طبقات الفقهاء للقاضي شمس الدين العثماني الصفدي: «وابتكر الشافعي ما لم يسبق إليه من ذلك أصول الفقه فانه أول من صنف أصول الفقه بلا خلاف».
قال صاحب كتاب كشف الظنون: «وأول من صنف فيه الإمام الشافعي» ذكره الأسنوي في التمهيد وحكى الإجماع فيه.
وذكر ابن النديم في كتاب الفهرست في ترجمة محمد بن الحسن ذكر كتاب له يسمى كتاب أصول الفقه.
ويقول الموفق المكي في كتابه: مناقب الإمام الأعظم نقلا عن طلحة بن محمد بن جعفر: إن أبا يوسف أول من وضع الكتب في أصول الفقه على مذهب أبي حنيفة. ونقل ذلك طاش كيري زاده في كتابه مفتاح السعادة. ولم يرد كتاب في هذا العدد فيما أورده صاحب الفهرست لأبي يوسف من الكتب، وإذا صح إن لأبي يوسف أو لمحمد كتابا في أصول الفقه؛ فهو فيما يذكر فيه لتأييد ما كان يأخذ به أبو حنيفة مما يخالف فيه أهل الحديث من الاستحسان، والقول بان أبا يوسف هو أول من تكلم في أصول الفقه على مذهب أبي حنيفة لا يعارض القول بان الشافعي هو الذي وضع أصول الفقه علما ذا قواعد عامه يرجع إليها كل مستنبط لحكم شرعي وقد لا يكون بعيدا عن غرض الشافعي في وضع أصول الفقه: إن يقرب الشقة بين أهل الرأي وأهل الحديث ويمهد للوحدة التي دعا إليها الإسلام.

#### تدوين علم أصول الفقه
بدء تدوين علم أصول الفقه بعد فترة الصدر الأول من السلف، وظهور عصر التدوين للعلوم الشرعية، الذي احتاج فيه الفقهاء والمجتهدون إلى تحصيل هذه القوانين والقواعد لاستفادة الأحكام من الأدلة فكتبوها فنا قائما برأسه مستقلا عن غيره من العلوم سموه أصول الفقه. قال ابن خلدون: «وكان أول من كتب فيه الشافعي رضي الله تعالى عنه أملى فيه رسالته المشهورة تكلم فيها في الأوامر والنواهي والبيان والخبر والنسخ وحكم العلة المنصوصة من القياس».
ثم كتب فقهاء الحنفية في هذا الفن بعد الشافعي، وحققوا تلك القواعد وأوسعوا القول فيها،
وكتب المتكلمون أيضا كذلك، إلا أن كتابة الفقهاء فيها أمس بالفقه وأليق بالفروع لكثرة الأمثلة ومنها والشواهد وبناء المسائل فيها على النكت الفقهية. وأما المتكلمون فإنهم يجردون صور تلك المسائل على الفقه ويميلون إلى الاستدلال العقلي ما أمكن؛ لأنه غالب فنونهم ومقتضى طريقتهم. قال ابن خلدون: «فكان لفقهاء الحنفية فيها اليد الطولى من الغوص على النكت الفقهية والتقاط هذه القوانين من مسائل الفقه ما أمكن، وجاء أبو زيد الدبوسي من أئمتهم فكتب في القياس بأوسع من جميعهم وتمم الأبحاث والشروط التي يحتاج إليها فيه، وكملت صناعة أصول الفقه بكماله وتهذبت مسائله وتمهدت قواعده».
وعني الناس بطريقة المتكلمين في هذا الفن وكان من أحسن ما كتب فيه المتكلمون كتاب: «البرهان» لإمام الحرمين، وكتاب «المستصفى» لأبي حامد الغزالي، وهما من الأشعرية، وكتاب: «العهد» لعبد الجبار وشرحه «المعتمد» لأبي الحسين البصري وهما من المعتزلة، وكانت هذه الأربعة الكتب قواعد هذا الفن وأركانه، ثم لخص هذه الكتب الأربعة من المتأخرين الإمام فخر الدين بن الخطيب، في كتاب: «المحصول»، وسيف الدين الآمدي في كتاب: «الأحكام». واختلفت طرائقهما في الفن بين التحقيق والحجاج، فقد كان فخر الدين ابن الخطيب أميل إلى الاستكثار من الأدلة والاحتجاج، وكان سيف الدين الآمدي أكثر اهتماما بتحقيق المذاهب، وتفريع المسائل.
وكتاب المحصول لابن الخطيب اختصره تلميذه سراج الدين الأرموي في كتاب: «التحصيل»، واختصره تاج الدين الأرموي في كتاب: «الحاصل»، واقتطف شهاب الدين القرافي منهما أي: من الكتابين: مقدمات وقواعد في كتاب صغير سماه«التنقيحات»، وكذلك فعل البيضاوي في كتاب: «المنهاج». واعتنى المبتدئون بهذين الكتابين، وشرحهما كثير من الناس.
وأما كتاب: «الأحكام» لسيف الدين الآمدي فقد كان أكثر تحقيقا في المسائل، وقد لخصه أبو عمر ابن الحاجب في كتابه المعروف بـ«المختصر الكبير»، ثم اختصره في كتاب آخر تداوله طلبه العلم وعني أهل المشرق والمغرب به وبمطالعته وشرحه وحصلت زبدة طريقة المتكلمين في هذا الفن في هذه المختصرات.
وأما طريقة الحنفية في هذا الفن؛ فقد كتبوا فيها كثيرا، وكان من أحسن كتابة فيها للمتقدمين تأليف أبي زيد الدبوسي، وأحسن كتابة المتأخرين فيها تأليف سيف الإسلام البزدوي -من أئمة الحنفية- وهو مستوعب لطريقتهم، وجاء ابن الساعاتي -من فقهاء الحنفية- فجمع بين كتاب الأحكام، وكتاب البزدوي في الطريقتين في كتابه الذي سماه: بـ«البدائع»، قال عنه ابن خلدون: «فجاء من أحسن الأوضاع وأبدعها وأئمة العلماء لهذا العهد يتداولونه قراءة وبحثا وأولع كثير من علماء العجم بشرحه والحال على ذلك لهذا العهد».

## استمداده
استمداده أي: ما يستمد منه علم أصول الفقه من ثلاثة أشياء: من أصول الدين، ومن اللغة العربية، ومن تصور الأحكام. ووجه الحصر في هذه الثلاثة ثبت بالاستقراء. واستمداد علم أصول الفقه أي: مادته التي منها يستمد، قال الزركشي: «وأما المادة: فذكر إمام الحرمين وتابعوه: أن أصول الفقه مستمد من ثلاثة علوم: الكلام، والفقه، والعربية». وذلك أن علم أصول الفقه يبحث في الأدلة الشرعية فيستمد من أصول الدين لتوقف الأدلة على معرفة الباري تعالى بقدر الممكن من ذاته وصفاته وأفعاله. ومعرفة صدق رسوله، ويتوقف ثبوته على أن المعجزة تدل على دعوى الرسالة، وذلك كله مبين في علم الكلام فيسلم هنا. فاستمداده من أصول الدين من حيث ثبوت الأدلة، قال أبو البقاء الفتوحي: «أما توقفه من جهة ثبوت حجية الأدلة: فلتوقف معرفة كون الأدلة الكلية معرفة كون الأدلة الكلية حجة شرعا على معرفة الله تعالى بصفاته وصدق رسوله ﷺ فيما جاء به عنه ويتوقف صدقه على دلالة المعجزة». وإنما يكون هذا مادة لبعض أنواع الأصول، وهو الخطاب دون مسائل الأخبار، والإجماع، والنسخ، والقياس، وهي معظم الأصول. ثم إن المادة فيه ليست على نظير المادة من الكلام، فإن العلم بها مادة لفهم الأدلة. كما أنه يستمد أيضا من اللغة العربية؛ لتوقفه عليها من جهة دلالة الألفاظ على الأحكام، بمعنى: أن فهم ما يتعلق بها من الكتاب والسنة وغيرهما متوقف على اللغة العربية. وإما تصور الأحكام؛ فيكون التوقف من جهة تصور ما يدل به عليه من تصور أحكام التكليف؛ لإنه إن لم يتصورها لم يتمكن من إثباتها ولا من نفيها؛ لأن الحكم على الشيء فرع عن تصوره.
قال ابن الحاجب: «وأما استمداده؛ فمن الكلام والعربية والأحكام». ثم بين هذه الثلاثة الأشياء بقوله: «أما الكلام؛ فلتوقف الأدلة الكلية على معرفة الباري تعالى وصدق المبلغ هو يتوقف على دلالة المعجزة». والأدلة الكلية وهي الكتاب والسنة والإجماع والقياس، والأدلة الكلية تشمل: الأدلة الإجمالية التي يستفاد منها الأدلة التفصيلية، والأدلة التي تثبت بها مسائل الأصول. قال في بيان المختصر: «الأدلة الكلية التي هي الكتاب والسنة والإجماع والقياس من حيث هي أدلة تتوقف على معرفة الباري وصدق المبلغ وهو الرسول ﷺ. وصدقه يتوقف على دلالة المعجزة على صدقه، وكل ذلك من الكلام».
وذكر الزركشي أن النظر في دليل الحكم في علم أصول الفقه يكون بعلم خمسة أشياء هي: كلام الله تعالى لمخاطب، وقدرة العبد كسبا ليكلف، وتعلق الكلام القديم بفعل المكلف ليوجد الحكم، ورفع التعلق فينسخ، وصدق المبلغ ليبين. وقال بدر الدين الزركشي: والأولى أن يقال في وجه استمداده من علم الكلام: إن علم أصول الفقه فيه ألفاظ لا تعلم مسمياتها من غير أصول الدين لكنها تؤخذ مسلمة فيه، على أن يبرهن في غيره من العلوم، أو تكون مسلمة في نفسها. وهي العلم، والظن، والدليل، والإمارة، والنظر؛ لأن لفظ الطرق يشمل ذلك كله، والحكم أيضا، إذ لا بد فيه من خطاب شرعي، ولا يثبت ذلك بالدليل في غير أصول الدين، وما ذكر منه غير ما عددناه، فهو تبع، ولا بد من معرفة هذه الأمور في معرفة هذا العلم، ليتوقف منه إذن على بعضه لا على كله. وإلى هذا أشار ابن برهان وغيره.

### اللغة العربية
اللغة العربية مادة من المواد الأساسية التي يبنى عليها علم أصول الفقه؛ لأن الأدلة الشرعية جاءت بلسان العرب، وهي تشتمل على ثلاثة فنون: علم النحو: وهو علم مجاري أواخر الكلم رفعا ونصبا وجرا وجزما. وعلم اللغة: وهي تحقيق مدلولات الألفاظ العربية في ذواتها. وعلم الأدب وهو: علم نظم الكلام، ومعرفة مراتبه على مقتضى الحال. فعلم أصول الفقه يبحث في الأدلة الشرعية، وقد أنزل الله القرآن بلسان عربي مبين، على نبي عربي، فخطاب الله وخطاب رسول كلاهما خطاب شرعي، وفهمها يتوقف على معرفة اللغة العربية. وتوقف علم أصول الفقه على اللغة من جهة دلالة الألفاظ على الأحكام، وفهم ما يتعلق بها من الكتاب والسنة وغيرهما: متوقف على اللغة العربية، فإن كان من حيث المدلول: فهو علم اللغة (أي: علم معاني المفردات)، أو من أحكام تركيبها وهو علم النحو، أو من أحكام أفرادها وهو علم التصريف، أو من جهة مطابقته لمقتضى الحال، وسلامته من التعقيد، ووجوه الحسن وهو علم البيان بأنواعه الثلاثة.
قال ابن الحاجب: «وأما العربية؛ فلأن الأدلة من الكتاب والسنة عربية». ويقتصر علم أصول الفقه في مباحثه اللغوية على ما يتوقف معرفة الدليل الشرعي عليه. وذكر في بيان مختصر ابن الحاجب: أن الأدلة التي تستفاد منها الأحكام الشرعية مأخوذة من الكتاب والسنة وهما عربيا الدلالة، فيتوقف دلالتهما على معرفة الموضوعات اللغوية من جهة الحقيقة والمجاز، والخصوص والعموم، والإفراد والتركيب، والاشتراك والترادف، والنقل والإضمار وغيرها.

### الفقه
الفقه في اصطلاح علماء أصول الفقه يقصد علم فروع الفقه إذ هو المقصود بالذات، فلا يراد به الفقه بمعناه العام، وقد ذكر علماء أصول الفقه: أن الفقه مادة من المواد الأساسية التي يبنى عليها علم أصول الفقه؛ لأن الفقه مدلول أصول الفقه، وأصول الفقه أدلته، ولا يعلم الدليل مجردا من مدلوله. واستمداد الأصول من الأحكام إنما يكون من جهة التصور؛ لأن قصد الأصولي يتوجه إلى معرفة كيفية استنباط الأحكام من الأدلة. وإلى هذا أشار ابن الحاجب بقوله: «وأما الأحكام؛ فالمراد: تصورها ليمكن إثباتها ونفيها، وإلا جاء الدور». ومعرفة كيفية استنباط الأحكام يتوقف على تصور الأحكام. ولأن الأحكام إما محمولات المسائل، كقولنا: مقتضى الأمر: الوجوب، ومقتضى النهي: التحريم، أو متعلقاتها كقولنا: العام إذا خصص يكون حجة في الباقي فلا بد من تصورها ليمكن إثباتها أو نفيها. أما التصديق بالأحكام من حيث هي متعلقة بأفعال المكلفين على سبيل التفصيل، فلا يكون استمداد علم الأصول منه؛ لأن التصديق بها من مسائل فروع الفقه، وفروع الفقه يتوقف استنباطها على الأصول، فلو استمد الأصول منه لزم الدور وهو محال، بمعنى: أن علم أصول الفقه لا يستمد من من المسائل الفرعية ولا تكون مادة للأصول بل هي فرع الأصول؛ لأن هذا يؤدي إلى الدور وهو أن يكون الفرع أصلا والأصل فرعا. وذكر الزركشي ما قاله أبو العز المقترح في تعليقه على البرهان: أن ذكر الفقه في الأصول أمر لا بد منه من حيث الجملة، فيذكر الواجب بما هو واجب، والمندوب بما هو مندوب، لأن هذا القدر مبين حقيقة الأصول. وإنما المحذور أن يذكر جزئيات المسائل، فإن ذكرها يؤدي إلى الدور.

### أصول الدين
علاقة علم أصول الفقه بعلم الكلام هي علاقة قوية، لكن هذه العلاقة لا تخلو من بعض الاختلافات. وتعريف علم أصول الفقه هو النظر في الأدلة الشرعية من حيث تؤخذ منها الأحكام والتكاليف. وهو يعني بالأحكام الكلية العامة ووضع قواعد استنباط الأحكام الشرعية الكلية، أما الفقه فهو يعني بالأحكام الشرعية الفرعية من أدلتها التفصيلية بالاستدلال.
ومن هنا يمكن القول بأن علمي الكلام وأصول الفقه يتناولان الأحكام الكلية العامة ولا يعنينان بالمسائل الجزئية الفرعية، فعلم الكلام يتناول مسائل الاعتقاد العامة، وعلم أصول الفقه يتناول أصول الأحكام الكلية التي تندرج تحتها المسائل الفرعية الشرعية، فعلى هذا فعلم الكلام يتناول الجانب الاعتقادي في الشريعة، وهو جانب نظري لا صلة له بالعمل، أما بالنسبة لعلم أصول الفقه فعلى الرغم من أن موضوعه الأحكام العامة، إلا أن هذه الأحكام الكلية تندرج تحتها مسائل عملية فرعية، ونجد الشاطبي في كتاب الموافقات وهو يبين المقدمات التي ينبني عليها علم أصول الفقه، يقرر أن كل مسألة مرسومة في أصول الفقه لا ينبني عليها فروع فقهية أو آداب شرعية أو لا تكون عوناً في ذلك، فوضعها في أصول الفقه عارية، أي أنه يرى أن المسائل التي يختص بها علم أصول الفقه تندرج تحتها مسائل فرعية فقهية فقط، وعلى هذا يتميز علم أصول الفقه عن سائر العلوم كعلم النحو واللغة والاشتقاق والتصريف وعلم المعاني والبيان والعدد والمساحة وغير ذلك من العلوم التي يتوقف عليها تحقيق الفقه وينبني عليها من مسائله، فليس كل ما يفتقر إليه الفقه يعد من أصوله، وإنما اللازم أن كل أصل يضاف إلى الفقه لا ينبني عليه فقه فليس بأصل له. بل لقد عد الشاطبي أن كل مسألة لا ينبني عليها عمل فالخوض فيها خوض فيما لم يدل على استحسانه دليل شرعي، وأن الاشتغال بالمباحث النظرية التي ليس لها ثمرة عملية مذموم شرعاً.
وعلى هذا يمكن القول بأن علمي الكلام وأصول الفقه ينفصلان من حيث طبيعة الأحكام الكلية العامة التي يتناولها كل منهما، فهي نظرية اعتقادية في علم الكلام، وهي أحكام عامة تندرج تحتها المسائل الفقهية العملية في علم أصول الفقه. لكن ليس معنى ذلك انقطاع الصلة بين العلمين، فإن علم أصول الفقه يستند إلى علم الكلام ويستمد منه، ويبين ابن الحاجب ذلك فيقول: «وأما استمداده - أي علم أصول الفقه - فمن الكلام والعربية والأحكام، أما الكلام فلتوقف الأدلة الكلية على معرفة الباري وصدق نسبة خطاب التكليف إليه، ويتوقف على أدلة حدث العالم، وعلى دلالة المعجزة على صدق المُبلغ، وتتوقف دلالتها على العلم بحدثها، وامتناع تأثير غير القدرة الأزلية فيها، وتتوقف على قاعدة خلق الأعمال، وتتوقف على العلم والإرادة، ولا تقليد في ذلك لاختلاف العقلاء فلا يحصل علم».
وعلى هذا فعلم أصول الفقه كسائر العلوم الشرعية يستند إلى علم الكلام، من حيث أن هذه العلوم لا تقوم إلا بعد تقرير مسائل الاعتقاد وهي مبحث الكلام، لكن استناد علم أصول الفقه إلى ذلك أكثر من غيره من سائر العلوم الشرعية، إذ على هذه الأصول الاعتقادية تنبني قواعد أصول الفقه، وقد يبين ذلك اختلاف الأصوليين بينهم باختلافهم في فهم الأصول الاعتقادية على طريقة أهل السنة أو على طريقة المعتزلة، ولا نريد الدخول في تفصيل ذلك بل يكفي الإشارة إلى أهمية الأصول الاعتقادية في على أصول الفقه. ويقوم كل من علم الكلام وعلم أصول الفقه، على إقامة الأدلة، وهذه الأدلة إما سمعية (نقلية) أو عقلية، وهناك اتفاقاً واختلافاً في كلا العلمين، على سبيل المثال: استخدام كلا العلمين للأدلة الشرعية وهي الكتاب والسنة والإجماع والقياس. وبالنسبة للكتاب وهو القرآن، فلابد للفقيه من أن يعرف تأويله ووجوه الخطاب فيه من الخصوص والعموم والناسخ والمنسوخ والأمر والنهي والإباحة والحظر ونحوها.
ويلاحظ استخدام المتكلمين وعلماء أصول الفقه للأدلة العقلية، لكن بينما يستخدم المتكلمون الأدلة العقلية المبنية على مقدمات سمعية، والأدلة العقلية المحضة، نجد أن علماء أصول الفقه لا يستخدمون الأدلة العقلية المحضة، ويستخدمون فقط الأدلة العقلية المبنية على مقدمات سمعية، فيبين الشاطبي استخدام الأدلة العقلية في علم أصول الفقه، فيقول: «الأدلة العقلية إذا استعملت في هذا العلم (يقصد علم أصول الفقه) فإنما تستعمل مركبة على الأدلة السمعية، أو معينة في طريقها، أو محققة لمناطها، أو ما أشبه ذلك، لا مستقلة بالدلالة، لأن النظر فيها نظر في أمر شرعي، والعقل ليس بشارع». أي أن الأدلة في علم أصول الفقه لا تكون مركبة من مقدمات عقلية محضة، بل قد تكون إحدى المقدمات عقلية والأخرى شرعية، وذلك بالنظر إلى طبيعة العلم التي تقوم على المسائل الشرعية، فالعقل يستخدم معيناً لإثبات تلك المسائل. ونرى اتفاقاً بين المتكلمين وعلماء أصول الفقه على عدم معارضة النقل للعقل، وأن الأدلة الشرعية لا تتناقض مع الأدلة العقلية، وعلم الكلام كما سبق القول يقول أساساً على استخدام العقل في الدين وإثبات ما جاء به النقل بالأدلة العقلية، فلا تناقض بين العقل والشرع. وبالنسبة لعلم أصول الفقه، يدلل الشاطبي على أن الأدلة الشرعية لا تنافي قضايا العقول، والدليل على ذلك من وجوه:
أحدها: أنها لو نافتها لم تكن أدلة للعباد على حكم شرعي ولا غيره، لكنها أدلة باتفاق العقلاء، فدل أنها جارية على قضايا العقول، وبيان ذلك أن الأدلة إنما نصبت في الشريعة لتتلقاها عقول المكلفين، حتى يعلموا بمقتضاها من الدخول تحت أحكام التكليف، ولو نافتها لم تتلقها فضلاً أن تعمل بمقتضاها، ويسوي الشاطبي بين الأدلة التي تنصب على مسائل الاعتقاد والأدلة التي تنصب على المسائل العملية.
والثاني: أنها لو نافتها لكان التكليف بمقتضاها تكليفاً بما لا يطاق، وذلك من جهة التكليف بتصديق ما لا يصدق العقل ولا يتصوره، بل يتصور خلافه ويصدقه، فإن كان كذلك امتنع على العقل التصديق ضرورة، وورود التكليف المنافي للتصديق هو معنى تكليف ما لا يطاق، وهو باطل كما هو مذكور في الأصول، وهنا نرى الشاطبي يعتمد على ما يقرره بعض علماء الكلام بعدم جواز تكليف ما لا يطاق.
الثالث: أن مورد التكليف هو العقل، وإذا فقد العقل ارتفع التكليف، وهذا يعني اعتبار تصديق العقل بالأدلة في لزوم التكليف، كما في حال المعتوه والصبي والنائم، إذ لا عقل لهؤلاء يصدق أو لا يصدق، وهؤلاء يسقط عنهم التكليف.
الرابع: أنه لو كان كذلك لكان الكفار أول من رد الشريعة به، لأنهم كانوا في غاية الحرص على رد ما جاء به الرسول، ولقد كانوا يفترون عليه، ويقولون إنه ساحر، وكان من الأولى أن يقولوا إن هذا لا يعقل، أو هو مخالف للعقول، فلما لم يكن من ذلك شيء دل على أنهم عقلوا ما فيه، وعرفوا جريانه على مقتضى العقول.
الخامس: أن الاستقراء دل على جريانها على مقتضى العقول بحيث تصدقها العقول الراجحة، وهذا يعني جريانها على مقتضى العقول.
وعلى هذا فإن الأدلة العقلية لها مكانتها في أصول الفقه ولا تعارض بينها وبين الأدلة الشرعية، بل إننا نجد حجج الشاطبي في مجملها لا تخرج عما قرره المتكلمون. ويلاحظ أن كلا من المتكلمين وعلماء أصول الفقه يأخذون بالنظر كسبيل للمعرفة، وهم بهذا يرفضون المعرفة الصوفية التي تقوم على الإلهام، وبالنسبة لعلماء أصول الفقه فهم يرون أن النظر وسيلة إلى المعرفة، وأنه لابد من معلم ولابد من أن يكون المعلم متحققاً بالعلم، وطريق أخذ العلم من معلم تتم مشافهة أو من الكتب.

## الأصول التي يبنى الفقه عليها
الأصول التي يبنى عليها الفقه هي الأدلة الإجمالية للفقه أو هي: أدلة الأحكام الشرعية، قال أبو حامد الغزالي في أدلة الأحكام وهي أربعة: الكتاب والسنة والإجماع ودليل العقل المقرر على النفي الأصلي، فأما قول الصحابي وشريعة ما قبلنا فمختلف فيه. والأصل الأول من أصول الأدلة: كتاب الله تعالى، ثم السنة ثم الإجماع ثم القياس، قال بدر الدين الزركشي: اختلف العلماء في عدد الأصول التي يبنى عليها الفقه، فالجمهور على أنها أربعة: الكتاب، والسنة، والإجماع، والقياس. قال الرافعي في باب القضاء: وقد يقتصر على الكتاب والسنة، ويقال: الإجماع يصدر عن أحدهما، والقياس الرد إلى أحدهما فهما أصلان. قال في المطلب: وفيه منازعة لمن جوز انعقاد الإجماع لا عن إمارة، ولا عن دلالة، وجوز القياس على المحل المجمع عليه. قال أبو حامد الغزالي في المستصفى: «واعلم أنا إذا حققنا النظر بأن أن أصل الأحكام واحد، وهو قول الله تعالى، إذ قول الرسول ﷺ ليس بحكم ولا ملزم، بل هو مخبر عن الله تعالى أنه حكم بكذا وكذا، فالحكم لله تعالى وحده، والإجماع يدل على السنة، والسنة على حكم الله تعالى. وأما العقل فلا يدل على الأحكام الشرعية، بل يدل على نفي الأحكام عند انتفاء السمع، فتسمية العقل أصلا من أصول الأدلة تجوز على ما يأتي تحقيقه». وفي كلامه: أنا إذا نظرنا إلى ظهور الحكم في حق من تعلق به؛ فلا يظهر إلا بقول الرسول إذ لا يصل إلينا ما جاء من عند الله إلا بواسطته، فباعتبار المظهر لهذه الأحكام فهو قول الرسول فقط، إذ الإجماع يدل على أنهم استندوا إلى قوله. وإن اعتبرنا السبب الملزم فهو واحد وهو حكم الله تعالى، لكن إذا لم نجرد النظر وجمعنا المدارك صارت الأصول التي يجب النظر فيها أربعة كما سبق. واختصر بعضهم فقال: أصل ومعقول أصل، فالأصل للكتاب والسنة والإجماع، ومعقول الأصل هو القياس.
قال ابن السمعاني: وأشار الشافعي إلى أن جماع الأصول نص ومعنى، فالكتاب والسنة والإجماع داخل تحت النص، والمعنى هو القياس، وزاد بعضهم العقل فجعلها خمسة. وقال أبو العباس بن القاص: الأصول سبعة: الحس، والعقل، والكتاب، والسنة، والإجماع، والقياس، واللغة. قال الزركشي: والصحيح: أنها أربعة، وأما العقل: فليس بدليل يوجب شيئا أو يمنعه، وإنما تدرك به الأمور فحسب، إذ هو آلة العارف، وكذلك الحس لا يكون دليلا بحال؛ لأنه يقع به درك الأشياء الحاضرة. وأما اللغة: فهي مدركة اللسان، ومطية لمعاني الكلام، وأكثر ما فيه معرفة سمات الأشياء ولا حظ له في إيجاب شيء. وقال الجيلي في الإعجاز: أنها أربعة: الكتاب والسنة والقياس ودليل البقاء على النفي الأصلي، وردها القفال الشاشي إلى واحد فقال: أصل السمع هو كتاب الله تعالى، وأما السنة والإجماع والقياس فمضاف إلى بيان الكتاب؛ لقوله تعالى: ﴿تِبْيَانًا لِكُلِّ شَيْءٍ﴾ [النحل:89] وقوله: ﴿مَا فَرَّطْنَا فِي الْكِتَابِ مِنْ شَيْءٍ﴾ [الأنعام:38]. وفي الحديث: «ألا وإني أوتيت القرآن ومثله معه». روي عن ابن مسعود أنه لعن الواصلة والمستوصلة، وقال: «ما لي لا ألعن من لعنه الله». فقالت امرأة: قرأت كتاب الله فلم أجد فيه ما تقول، فقال: «إن كنت قرأتيه فقد وجدتيه ﴿وَمَا آتَاكُمُ الرَّسُولُ فَخُذُوهُ وَمَا نَهَاكُمْ عَنْهُ فَانْتَهُوا﴾ [الحشر:7] وأن النبي ﷺ لعن الواصلة والمستوصلة». وجاء في رواية مسلم بلفظ: «لعن الله الواصلة والمستوصلة». فأضاف عبد الله بن مسعود بلطيف حكمته قول الرسول إلى كتاب الله، وعلى هذا إضافة ما أجمع عليه مما لا يوجد في الكتاب والسنة نصا. قال بدر الدين الزركشي: «قلت: ووقع مثل ذلك للشافعي في مسألة قتل المحرم للزنبور». قال الأستاذ أبو منصور: وفي هذا دليل على أن الحكم المأخوذ من السنة أو الإجماع أو القياس مأخوذ من كتابه سبحانه؛ لدلالة كتابه على وجوب اتباع ذلك كله.

### الأدلة
| - الكتاب - السنة - الإجماع - القياس | - قول الصحابي - شرع من قبلنا - العرف - المصالح المرسلة | - سد الذرائع - الاستحسان - الاستصحاب - الاستقراء - عند المالكية - عمل أهل المدينة | عند الشيعة الجعفرية - الكتاب - السنة - (أقوال وأفعال وتقريرات الأئمة المعصومين) - الإجماع (الكاشف عن رأي المعصوم) - العقل - والأصول العملية (البراءة والاحتياط والاستصحاب والتخيير). |

### أدلة الفقه
وأدلة الفقه الإجمالية: القرآن والحديث فهما الدليلان الذان تعتمد علهما باقي الأدلة الشرعية، ويليهما الإجماع؛ لأنه يقوم على أساس من الكتاب والسنة، ويليه القياس، ويعتمد على الأحكام الكلية العامة، من الكتاب والسنة، في الاستدلال به على الأحكام الفرعية التي لم يرد بخصوصها نص في الكتاب والسنة، وفق أحكام وقواعد للاستدلال، فهذه الأربعة الأدلة هي الأصول الأساسية المتفق عليها عند جمهور الفقهاء، وما عداها من الأدلة، هي: أصول ثانوية بمعنى: أنها أدلة شرعية يستدل بها المجتهد، عند عدم ظهور الحكم بالأدلة الأربعة، كما أن هذه الأصول الثانوية، مختلف في تفاصيل الاستدلال بها، لا في إنكارها بالكلية، وتشمل: استصحاب الحال، والاستحسان وهو: الحكم بالأحسن عند عدم وجود نص صريح في المسألة، بشرط أن يكون موافقا للشرع، وألا يخالفه، أو هو العدول عن دليل القياس في المسألة عن مثل ما حكم به في نظائرها لوجه أقوى يقتضي هذا العدول عن المجتهد. والمصالح المرسلة: وهي المعاني أو الأمور التي يتم ربط الحكم بها وبناؤه عليها جلب منعفة أو دفع مضرة عن الناس دون أن يوجد نص بخصوص هذا الموضوع، والعرف: وهو ما تعارف عليه الناس وألفوه من قول أو فعل تكرر حتى امتزج بأفعالهم وصارت عقولهم تتلقاه بالقبول، وليس في الشرع مايخالفه. وهناك أدلة أخرى مختلف عليها بين الفقهاء بالإضافة إلى أن ما عدا الإجماع والقياس مختلف أيضاً في حجيتهم. وعمل أهل المدينة عند المالكية. وقول الصحابي.

### الكتاب
الأصل الأول من الأصول الشرعية المتفق عليها عند جميع المسلمين هو الكتاب أي: القرآن الكريم وعرفه علماء أصول الفقه بأنه «كتاب الله المنزل بالوحي على رسول الله ﷺ، المنقول بالتواتر». ويبحث علم أصول الفقه في الكتاب من حيث: المباحث اللغوية واستعمال الألفاظ ودلالاتها على الأحكام الشّرعيّة، ومعرفة الحقيقة والمجاز والناسخ والمنسوخ والخاص والعام والمجمل والمبين، والظاهر والمفهوم والمؤول وأوجه الدلالات فيه، وغير ذلك. ومعرفة تفسير القرآن وأسباب النزول وأهميته، وأوجه الاستدلال بالكتاب، وأقسام العلوم المضافة إلى القرآن، والظاهر والباطن في تفسير القرآن، وكون الظاهر في تفسير القرآن هو المفهوم العربي مجردا لا إشكال فيه، والاعتبارات القرآنية الواردة على القلوب الظاهرة للبصائر، والمدني من السور ينبغي أن يكون منزلا في الفهم على المكي، وتفسير القرآن على التوسط والاعتدال، ومعرفة الضابط المعول عليه في مأخذ الفهم في التفسير على الاعتدال والتوسط، وحكم إعمال الرأي.
الكتاب كلية الشريعة وعمدة الملة وينبوع الحكمة وآية الرسالة ونور الأبصار والبصائر وأنه لا طريق إلى الله سواه ولا نجاة بغيره ولا تمسك بشيء يخالفه وهذا كله لا يحتاج إلى تقرير واستدلال عليه؛ لأنه معلوم من دين الأمة.
والقرآن معجزة الله الباقية الذي أفحم الفصحاء وأعجز البلغاء أن يأتوا بمثله، فلا يقدر البشر على الإتيان بسورة مثله ولو اجتمعوا وكان بعضهم لبعض ظهيرا، وهو مع ذلك لا يخرج عن كونه عربيا جاريا على أساليب كلام العرب ميسرا للفهم فيه عن الله ما أمر به ونهى. قال الله تعالى: ﴿وَلَقَدْ يَسَّرْنَا الْقُرْآنَ لِلذِّكْرِ فَهَلْ مِنْ مُدَّكِرٍ ۝١٧﴾ [القمر:17] وقال: ﴿فَإِنَّمَا يَسَّرْنَاهُ بِلِسَانِكَ لِتُبَشِّرَ بِهِ الْمُتَّقِينَ وَتُنْذِرَ بِهِ قَوْمًا لُدًّا ۝٩٧﴾ [مريم:97] وفي القرآن علم الأولين والآخرين، والحكم بين الناس بمنهاجه القويم، وفيه كليات الشريعة ومقاصدها. واختص بكونه نزل بلسان عربي مبين، وكان السلف من فقهاء الصحابة والتابعين يفهمون معاني القرآن والسنة بالملكة التي اختصوا بها، والوصول إلى فهمه وتعقل معانيه يحتاج إلى معرفة واسعة بأساليب اللغة في استعمالاتها المختلفة، والتدبر والتعقل والاتعاظ لتحصيل المقاصد، قال تعالى: ﴿كِتَابٌ أَنْزَلْنَاهُ إِلَيْكَ مُبَارَكٌ لِيَدَّبَّرُوا آيَاتِهِ وَلِيَتَذَكَّرَ أُولُو الْأَلْبَابِ ۝٢٩﴾ [ص:29]. وقد حث الشرع الإسلامي على تعلم أحكام القرآن والعمل به نظرا وعملا دون الاقتصار على أحدهما، إذ لا يتحقق مقصود الشرع إلا بهما، والمقصود الأهم هو تدبر معاني القرآن وفهمها على الوجه الصحيح من أجل الحصول على العلم والخشية، وعدم تفسير القرآن بحسب الأهواء والقول بالرأي الناشئ عن الجهل بالمعنى الذي نزل فيه القرآن، فقد روى ابن وهب عن بكير أنه سأل نافعا كيف كان رأي ابن عمر في الحرورية قال: «يراهم شرار خلق الله أنهم انطلقوا إلى آيات أنزلت في الكفار فجعلوها على المؤمنين».

#### أحكام الكتاب
واستنباط أحكام الشريعة لا يتأتى إلا لمن تتوفر فيه شروط الاجتهاد، ومنها المعرفة بالعلوم المتعلقة بالقرآن، وأهمها: علم اللغة والمباحث اللغوية، ومعرفة السنة؛ لأنها بيان القرآن، ومعرفة أسباب التنزيل وهي لازمة لمن أراد علم القرآن والدليل على ذلك أمران أحدهما أن علم المعاني والبيان الذي يعرف به إعجاز نظم القرآن فضلا عن معرفة مقاصد كلام العرب إنما مداره على معرفة مقتضيات الأحوال حال الخطاب من جهة نفس الخطاب أو المخاطب أو المخاطب أو الجميع إذ الكلام الواحد يختلف فهمه بحسب حالين وبحسب مخاطبين وبحسب غير ذلك كالاستفهام لفظه واحد ويدخله معان آخر من تقرير وتوبيخ وغير ذلك وكالأمر يدخله معنى الإباحة والتهديد والتعجيز وأشباهها ولا يدل على معناها المراد إلا الأمور الخارجة وعمدتها مقتضيات الأحوال وليس كل حال ينقل ولا كل قرينة تقترن بنفس الكلام المنقول وإذا فات نقل بعض القرائن الدالة فات فهم الكلام جملة أو فهم شيء منه. ومعرفة الأسباب رافعة لكل مشكل في هذا النمط فهي من المهمات في فهم الكتاب بلا بد ومعنى معرفة السبب هو معنى معرفة مقتضى الحال وينشأ عن هذا الوجه. الوجه الثاني وهو أن الجهل بأسباب التنزيل موقع في الشبه والإشكالات ومورد للنصوص الظاهرة مورد الإجمال حتى يقع الاختلاف وذلك مظنة وقوع النزاع.
روى أبو عبيد عن إبراهيم التيمي قال خلا عمر ذات يوم فجعل يحدث نفسه كيف تختلف هذه الأمة ونبيها واحد وقبلتها واحدة فقال ابن عباس يا أمير المؤمنين إنا أنزل علينا القرآن فقرأناه وعلمنا فيم نزل وإنه سيكون بعدنا أقوام يقرءون القرآن ولا يدرون فيم نزل فيكون لهم فيه رأي فإذا كان لهم فيه رأي اختلفوا فإذا اختلفوا اقتتلوا قال فزجره عمر وانتهره فانصرف ابن عباس ونظر عمر فيما قال فعرفه فأرسل إليه فقال أعد علي ما قلت فأعاده عليه فعرف عمر قوله وأعجبه وما قاله صحيح في الاعتبار، والقائلون في كتاب الله بغير علم يعدون ممن كذبوا على الله وشرعوا في دينه ما لم يأذن به، والغفلة عن أسباب التنزيل تؤدي إلى الخروج عن المقصود بالآيات. جاء رجل إلى ابن مسعود فقال تركت في المسجد رجلا يفسر القرآن برأيه يفسر هذه الآية يوم تأتى السماء بدخان مبين قال يأتي الناس يوم القيامة دخان فيأخذ بأنفسهم حتى يأخذهم كهيئة الزكام، فقال ابن مسعود: «من علم علما فليقل به ومن لم يعلم فليقل الله أعلم فإن من فقه الرجل أن يقول لما لا علم له به الله أعلم إنما كان هذا الآن قريشا استعصوا على النبي دعا عليهم بسنين كسنى يوسف فأصابهم قحط وجهد حتى أكلوا العظام فجعل الرجل ينظر إلى السماء فيرى بينه وبينها كهيئة الدخان من الجهد فأنزل الله فارتقب يوم تأتى السماء بدخان الآية إلى آخر القصة».
وهذا شأن أسباب النزول في التعريف بمعاني المنزل بحيث لو فقد ذكر السبب لم يعرف من المنزل معناه على الخصوص دون تطرق الاحتمالات وتوجه الإشكالات وقد قال عليه الصلاة والسلام خذوا القرآن من أربعة منهم عبد الله ابن مسعود وقد قال في خطبة خطبها والله لقد علم أصحاب النبي إني من أعلمهم بكتاب الله وقال في حديث آخر والذي لا إله غيره ما أنزلت سورة من كتاب الله إلا أنا أعلم أين أنزلت ولا أنزلت آية من كتاب الله إلا وأنا أعلم فيم أنزلت ولو أعلم أحدا أعلم بكتاب الله مني تبلغه الإبل لركبت إليه وهذا يشير إلى أن علم الأسباب من العلوم التي يكون العالم بها عالما بالقرآن وعن الحسن أنه قال ما أنزل الله آية إلا وهو يحب أن يعلم فيم أنزلت وما أراد بها وهو نص في الموضع مشير إلى التحريض على تعلم علم الأسباب وعن ابن سيرين قال سألت عبيدة عن شيء من القرآن فقال اتق الله وعليك بالسداد فقد ذهب الذين يعلمون فيم أنزل القرآن وعلى الجملة فهو ظاهر بالمزاولة لعلم التفسير.

### السنة
السنة هي الأصل الثاني من أصول أدلة الأحكام الشرعية، وتطلق في علم الحديث مرادفة للحديث وتعرف بأنها: «أقوال الرسول ﷺ، وأفعاله وتقريراته». مما أفاد حكما شرعياً، ونقله رواة الحديث، مثل قول راوي الحديث: قال رسول الله كذا، أو فعل كذا، أو فعل بحضرته كذا فأقره ولم ينكره، ومباحث علم أصول الفقه في السنة من حيث أنه دليل شرعي، تؤخذ منه الأحكام الشرعية، ومن حيث أوجه دلالة النص، وما يوجد فيه من عموم أو خصوص أو نسخ أو غير ذلك، وأفعال الرسول، وما يكون منها للخصوصية مثل: وجوب قيام الليل.
وقد تستعمل كلمة: «سنة» بمعنى الطريقة التي كان عليها النبي صلى الله عليه وسلم، والخلفاء الراشدون، إلا أن المقصود بالسنة النبوية في أصول الفقه: الدليل الثاني بعد القرآن وهو الحديث النبوي.

#### تعريف السنة
السنة في اللغة: الطريقة، فسنة كل أحد ما عهدت منه المحافظة عليه والإكثار منه، سواء كان ذلك من الأمور الحميدة أو غيرها. قال في شرح الكوكب المنير: «ومنه قوله ﷺ: «من سن سنة حسنة فله أجرها وأجر من عمل بها» إلى آخره» وتسمى بها أيضا: العادة والسيرة، قال في البدر المنير: السنة السيرة حميدة كانت أو ذميمة، وقال في القاموس: السنة السيرة، ومن الله تعالى حكمه وأمره ونهيه.
وتطلق السنة في الشرع لمعان متعددة، فقد تطلق على ما كان من العبادات نافلة منقولة عن النبي عليه السلام،
وتطلق في اصطلاح أهل الشرع تارة على ما يقابل القرآن، ومنه حديث مسلم: «يؤم القوم أقرؤهم لكتاب الله تعالى، فإن كانوا في القراءة سواء فأعلمهم بالسنة». وتطلق تارة على المندوب أو المستحب الذي يقابل الفرض وغيره من الأحكام الخمسة. وتطلق تارة على ما يقابل البدعة. قال تقي الدين الفتوحي: واحترز بقوله: «اصطلاحا» من السنة في العرف الشرعي العام، فإنها تطلق على ما هو أعم من المنقول عن النبي صلى الله عليه وسلم وعن الصحابة والتابعين؛ لأنها في اصطلاح علماء الأصول: «قول النبي ﷺ غير الوحي» أي: غير القرآن. وقد تطلق على ما صدر عن الرسول من الأدلة الشرعية مما ليس بمتلو، ولا هو معجز ولا داخل في المعجز، وهذا النوع هو المقصود بالبيان هاهنا، قال الآمدي: ويدخل في ذلك أقوال النبي عليه السلام، وأفعاله وتقاريره، أما الأقوال من الأمر والنهي والتخيير والخبر وجهات دلالتها فسيأتي إيضاحها في الأصل الرابع المخصوص ببيان ما تشترك فيه الأدلة المنقولة الشرعية. قال تقي الدين الفتوحي: «والمراد من أقوال النبي ﷺ وأفعاله: ما لم يكن على وجه الإعجاز». وقال أيضا: «السنة شرعا واصطلاحا: «قول النبي ﷺ وفعله وإقراره على الشيء»، يقال أو يفعل، فإذا سمع النبي ﷺ إنسانا يقول شيئا، أو رآه يفعل شيئا فأقره عليه فهو من السنة قطعا».

### الإجماع
الإجماع هو الأصل الثالث من أصول الفقه ويطلق في اللغة على أحد معنيين هما: التصميم على الأمر والعزم على فعله وإمضائه، ومنه قوله تعالى على لسان نوح: ﴿فَأَجْمِعُوا أَمْرَكُمْ وَشُرَكَاءَكُمْ﴾ [يونس:71] ... الآية. وقوله تعالى في شأن أخوة يوسف: ﴿وَمَا كُنْتَ لَدَيْهِمْ إِذْ أَجْمَعُوا أَمْرَهُمْ وَهُمْ يَمْكُرُونَ ۝١٠٢﴾ [يوسف:102] ومنه قول الرسول: {{حديث|من لم يُجمع الصيام قبل الفجر فلا صيام له}}. ومن معانيه التواطؤ والاتفاق فيقال: أجمع الناس على كذا أي اتفقوا عليه. وفي الاصطلاح عرفه بدر الدين الزركشي بقوله: «اتفاق مجتهدي أمة محمد ﷺ بعد وفاته في حادثة، على أمر من الأمور في عصر من الأعصار». فيختص بكونه من أهل الاجتهاد، أما العوام فلا عبرة بوفاقهم ولا بخلافهم ولا يعد دليلا شرعيا، وكونهم من أمة محمد، فخرج به اتفاق الأمم السابقة، وبعد وفاته، على أمر من الأمور الحادثة فخرج بالحادثة: انعقاد الإجماع على الحكم الثابت بالنص والعمل به، وكونه: على أمر من الأمور، يتناول الشرعيات والعقليات والعرفيات واللغويات. وقد كان فقهاء الصحابة يجتهدون فيما يستجد وما يطرأ من معضلة وكان الخلفاء يستشيرونهم وانعقد إجماع الصحابة في مسائل مثل إجماعهم على وجوب تنصيب خليفة للمسلمين وجمع القرآن في مصحف واحد وغير ذلك، وقد اهتم العلماء بالكتابة عن معاقد الإجماع وبيان أحكامه. ومباحثه في النظر في مسماه لغة واصطلاحا، وفي إمكانه في نفسه، وفي جواز العلم به، وجواز نقله، ثم في كونه حجة، وبماذا ثبتت حجيته، ثم في كونه قطعيا، ثم في استحالة الخطأ فيه، ثم في وجوب العمل به، ثم في استصحابه بعد ثبوته، وفي كونه من خصائص هذه الأمة، وغيرها من مباحث الأحكام المتعلقة به في علم أصول الفقه. والمجمع عليه هو ما يكون الإجماع فيه دليلا وحجة وهو كل أمر ديني لا يتوقف ثبوت حجة الإجماع على ثبوته.

#### أحكام الإجماع
يكون الإجماع على حكم شرعي في حادثة لم يرد نص صريح من الكتاب والسنة بخصوصها، ويلزم في حصول الإجماع غياب النص باطراد، ومن الإجماع ما لا يتعلق بغياب النص بل يكون بمعنى: الإجماع على دلالة النص، مثل قول الله تعالى: ﴿وَإِذَا حَلَلْتُمْ فَاصْطَادُوا﴾ [المائدة:2] فظاهر الأمر الوجوب لكن انعقد الإجماع على أن دلاة النهي في هذا النص تقتضي الإباحة، فالاصطياد بعد التحلل من المباحات، لا من الواجبات، فهذا الإجماع على خلاف ظاهر النص، وقد يكون الإجماع على دلالة النص، بمقتضى الظاهر.
وفائدة الإجماع مع وجود النص: أن النص دليل نقلي، ولا يكون حجة إلا بنقل صحيح، فإذا كان النص قطعي الثبوت؛ لا يلزم منه أن يكون قطعي الدلالة على ظاهره كالأمر بالصيد بعد التحلل، وإذا دل النص على حكم؛ فدلالته إما أن تكون قطعية، وإما غير قطعية، فقطعي الدلالة هو الذي انعقد الإجماع على دلالته على حكم مخصوص متفق عليه، مثل: فرض الزكاة، فعلماء الفقه يعبرون بالقول: «والزكاة مفروضة بالكتاب والسنة والإجماع»، أو: «والأصل في وجوبها قبل الإجماع: نصوص الكتاب والسنة». وأما النص غير قطعي الدلالة؛ فهو الذي لا تكون دلالته على المقصود منه أمرا متفقا عليه مثل قول الله تعالى: ﴿فَصَلِّ لِرَبِّكَ وَانْحَرْ ۝٢﴾ [الكوثر:2]، أي: (صلاة العيد) فظاهر الأمر يقتضي الوجوب، لكن دلالته على الوجوب حكم غير مجمع عليه.
قال بدر الدين الزركشي: «لا بد للإجماع من مستند؛ لأن أهل الإجماع ليست لهم رتبة الاستقلال بإثبات الأحكام، وإنما يثبتونها نظرا إلى أدلتها ومأخذها، فوجب أن يكون عن مستند؛ لأنه لو انعقد من غير مستند لاقتضى إثبات الشرع بعد رسول الله ﷺ وهو باطل وحكى إمام الحرمين في باب القراض من النهاية عن الشافعي أنه قال: الإجماع إن كان حجة قاطعة سمعية؛ فلا يحكم أهل الإجماع بإجماعهم، وإنما يصدر الإجماع عن أصل». قال العبدري بعد تعريف الإجماع: هكذا رسم الأصوليون الإجماع، وفيه نظر، فإنه لفظ مشترك، يقال على ما هو إجماع على العمل يستند الحكم، أي بدليله من الكتاب والسنة، ويقال: ما هو إجماع على استنباط الحكم من الكتاب والسنة بالاجتهاد والقياس، والذي هو إجماع على العمل بمستند الحكم ينقسم إلى إجماع نقل مستنده إلى المجتهدين، وإلى إجماع درس مستنده فلم ينقل إليهم. فهذه ثلاثة معان متباينة، فيحتاج إلى ثلاثة رسوم.

### القياس
القياس في علم أصول الفقه هو الدليل الرابع من أدلة الفقه الإسلامي بعد الكتاب والسنة والإجماع، وإنما يعد دليلا شرعيا عند عدم وجود دليل شرعي للحكم من نص من الكتاب والسنة والإجماع، فلا قياس مع النص. والقياس دليل ثبت تقرير العمل به بأدلة شرعية ومن أشهر ما يدل عليه من القرآن قوله تعالى: ﴿فَاعْتَبِرُوا يَا أُولِي الْأَبْصَارِ ۝٢﴾ [الحشر:2] وقد سئل أبو العباس أحمد بن يحيى ثعلب وهو من أئمة اللسان عن «الاعتبار» فقال: أن يعقل الإنسان الشيء فيعقل مثله. فقيل: أخبرنا عمن رد حكم حادثة إلى نظيرها أيكون معتبرا؟ قال: نعم هو مشهور في كلام العرب. حكاه البلعمي في كتاب: «الغرر في الأصول». ونقل القاضي أبو بكر في «التقريب»: اتفاق أهل اللغة على أن الاعتبار اسم يتناول تمثيل الشيء بغيره واعتباره به، وإجراء حكمه عليه، والتسوية بينهما في ذلك، وإنما سمي الاتعاظ والفكر اعتبارا؛ لأنه مقصود به التسوية بين الأمر ومثله، والحكم فيه بحكم نظيره، ولولا ذلك لم يحصل الاتعاظ والازدجار عن الذنب بنزول العذاب والانتقام بأهل الخلاف والشقاق، ثم حكي ما سبق عن ثعلب.
واحتج الشافعي في «الرسالة» بقوله تعالى: ﴿فَجَزَاءٌ مِثْلُ مَا قَتَلَ مِنَ النَّعَمِ﴾ [المائدة:95] وقال: فهذا تمثيل الشيء بعدله وقال: ﴿يَحْكُمُ بِهِ ذَوَا عَدْلٍ مِنْكُمْ﴾ [المائدة:95] وأوجب المثل ولم يقل أي مثل فوكل ذلك إلى اجتهادنا، وأمرنا بالتوجه إلى القبلة بالاستدلال فقال: ﴿وَحَيْثُ مَا كُنْتُمْ فَوَلُّوا وُجُوهَكُمْ شَطْرَهُ﴾ [البقرة:144] واحتج ابن سريج في الودائع بقوله تعالى: ﴿وَلَوْ رَدُّوهُ إِلَى الرَّسُولِ وَإِلَى أُولِي الْأَمْرِ مِنْهُمْ لَعَلِمَهُ الَّذِينَ يَسْتَنْبِطُونَهُ مِنْهُمْ﴾ [النساء:83] فأولو الأمر هم العلماء، والاستنباط هو القياس، فصارت هذه الآية كالنص في إثباته. وقوله تعالى: ﴿إِنَّ اللَّهَ لَا يَسْتَحْيِي أَنْ يَضْرِبَ مَثَلًا مَا بَعُوضَةً فَمَا فَوْقَهَا﴾ [البقرة:26] ... الآية؛ لأن القياس تشبيه الشيء فإذا جاز من فعل من لا تخفى عليه خافية ليريكم وجه ما تعلمون فهو ممن لا يخلو من الجهالة والنقص أجوز. واحتج غيره بقوله تعالى: ﴿وَضَرَبَ لَنَا مَثَلًا وَنَسِيَ خَلْقَهُ قَالَ مَنْ يُحْيِي الْعِظَامَ وَهِيَ رَمِيمٌ ۝٧٨ قُلْ يُحْيِيهَا الَّذِي أَنْشَأَهَا أَوَّلَ مَرَّةٍ﴾ [يس:78–79] فهذا صريح في إثبات الإعادة قياسا. وقال الزركشي: واحتج أصحابنا بقوله تعالى: ﴿لَعَلِمَهُ الَّذِينَ يَسْتَنْبِطُونَهُ مِنْهُمْ﴾ [النساء:83] قال: والاستنباط مختص بإخراج المعاني من ألفاظ النصوص، مأخوذ من استنباط الماء إذا استخرج من معدنه.
والدليل على القياس السنة مثل حديث معاذ بن جبل: «أجتهد برأيي ولا آلو»، وقال النبي في خبر المرأة: «أرأيت لو كان على أبيك دين..»، وقال لرجل سأله أيقضي أحدنا شهوته ويؤجر عليه؟ قال: «أرأيت لو وضعها في حرام كان عليه وزر؟» قال نعم، قال: «فكذلك إذا وضعها في حلال كان له أجر». وفي صحيح مسلم: «عن أبي هريرة قال: جاء رجل من بني فزارة إلى النبي ﷺ فقال: إن امرأتي ولدت غلاما أسود، فقال النبي ﷺ: هل لك من إبل؟ قال: نعم! قال: فما ألوانها؟ قال: حمر، قال: هل فيها من أورق؟ قال: إن فيها لورقا، قال: فأنى أتاها ذلك؟ قال: عسى أن يكون نزعه عرق، قال: وهذا عسى أن يكون نزعه عرق». قال المزني: فأبان له بما يعرف أن الحمر من الإبل تنتج الأورق فكذلك المرأة البيضاء تلد الأسود، فقاس أحد نوعي الحيوان على الآخر، وهو قياس في الطبيعيات؛ لأن الأصل ليس فيه نسب حتى نقول قياس في إثبات النسب. وصنف الناصح الحنبلي جزء في أقيسة النبي، وثبت ذلك عن الصحابة كقول عمر بن الخطاب لأبي موسى: «واعرف الأشباه والأمثال وقس الأمور عندك». وقد تكلم الصحابة في زمن النبي في العلل، ففي البخاري عن عبد الله بن أبي أوفى لما نهى عن تحريم الحمر يوم خيبر قال فتحدثنا أنه إنما نهى عنها لأنها لم تخمس وقال بعضهم نهى عنها ألبتة لأنها كانت تأكل العذرة.
ومن الأدلة على ثبوت القياس: إجماع الصحابة فإنهم اتفقوا على العمل بالقياس، ونقل ذلك عنهم قولا وفعلا. قال ابن عقيل الحنبلي: وقد بلغ التواتر المعنوي عن الصحابة باستعماله، وهو قطعي. وقال الهندي: دليل الإجماع هو المعول عليه جماهير المحققين من الأصوليين، وقال ابن دقيق العيد: عندي أن المعتمد اشتهار العمل بالقياس في أقطار الأرض شرقا وغربا قرنا بعد قرن عند جمهور الأمة إلا عند شذوذ متأخرين قال: وهذا من أقوى الأدلة. وقال ابن برهان: أوجز بعض العلماء العبادة فقال: انعقد الإجماع على أن التعبد بالدليل المقطوع بدليله جائز، فكذلك ينبغي أن يجوز التعبد بالقياس المظنون دليله.
ودليل القياس بطريق العقل: أن النصوص لا تفي بالأحكام؛ لأنها متناهية والحوادث غير متناهية، فلا بد من طريق آخر شرعي يضاف إليه، لكن لهم أن يمنعوا تناهي النصوص فإن المعنى إذا ظهر تناول ذلك الفرع على سبيل العموم في جميع الأذهان، فإن أفراد العموم لا تتناهى، فإذا تصور عدم التناهي في الألفاظ ففي المعاني أولى، قال القفال: ولأنه لا حادثة إلا ولله فيها حكم اشتمل القرآن على بيانه لقوله تعالى: ﴿مَا فَرَّطْنَا فِي الْكِتَابِ مِنْ شَيْءٍ﴾ [الأنعام:38] ورأينا المنصوص لم يحط بجميع أحكام الحوادث فدل على أنا مأمورون بالاعتبار والقياس. قال المزني في كتاب «إثبات القياس»: «لو لم يكن للنظير حكم نظيره في الحلال والحرام لبطل القياس ولما جاز لأحد أن يقول إلا بنص كتاب أو سنة وكان ما اختلف فيه مهملا لا حكم له، وهذا غير جائز». والمقصود من هذا القياس القائم على طرق شرعية سليمة من غير المجازفة، كما أنه لا يكون إلا عند الحاجة لتعذر الحصول على نص أو إجماع. قال الزركشي: قلت: ومن البلية اقتصار كثير من الفقهاء على الاستدلال على القياس وعدم بحثهم عن النص فيها وهو موجود لو تطلبوه.